# Церква Матяша
Церква Успіння Пресвятої Богородиці (угор. Nagyboldogasszony-templom) або Церква Матяша (угор. Mátyás-templom) — римо-католицький храм, розташована у Будапешті на площі Святої Трійці поруч із Рибальським бастіоном у центрі замку Буди. Згідно з традицією, вважається, що церкву спорудили 1015 року в романському стилі, хоча цьому існує небагато надійних доказів. Сучасна будівля збудована у пізньоготичному стилі у другій половині XIV століття і реставрована наприкінці XIX століття. Друга за розміром церква середньовічної Буди і сьома — в Угорському королівстві.
У церкві Матяша було короновано двох австро-угорських монархів: Франца Йосифа I та Єлизавету і Карла I та Зіту Бурбон-Пармську.
Також у церкві зберігали «Маріанське чудо» Буди. Існує легенда, що 1686 року, під час облоги Буди військами Священної ліги, стіна церкви, що використовувалася османами як мечеть, була зруйнована через гарматний обстріл. Виявилося, що за стіною захована старовинна вотивна статуя Мадонни. Через те, що за стіною перед мусульманами постала скульптура Діви Марії, їхній моральний дух упав, і місто було захоплене Священною лігою того ж дня.

## Історія

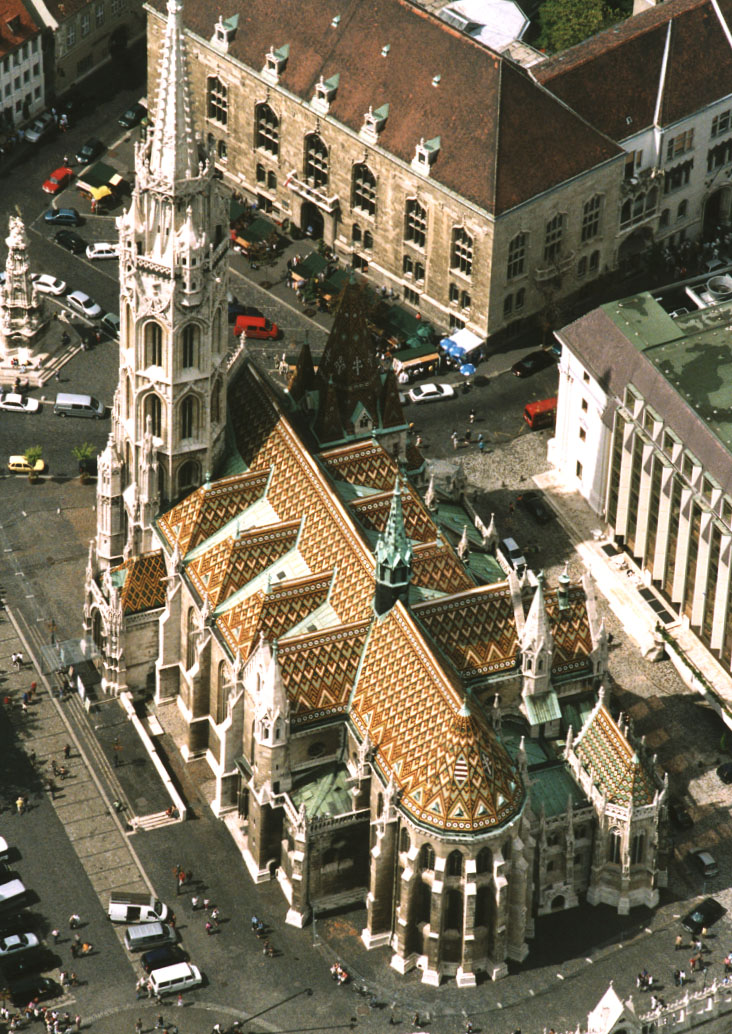
Церква Матяша. Фото з висоти пташиного польоту

### Перший храм
Згідно з традицією, першу церкву на цьому місці заснував у 1015 році король Стефан I Святий. Така версія базується на написі, знайденому в церкві у 1690 році і спаленому 1748 року. Проте не існує жодних достовірних свідчень про заснування церкви Стефаном I. Та споруда була знищена монголами під час навали у 1241 році; сучасний храм зведений у другій половині XIII століття. Спочатку храм назвали на честь Святої Марії, тому церква була відома як «Церква Марії» або «Церква Діви Марії», але з XIX століття церкву називають церквою Матяша на честь короля Матвія I Корвіна, який наказав перебудувати південну вежу церкви.

### Перебудова
Після монгольської навали король Бела IV у 1255—1269 роках замінив невелику стару церкву високою тринефною базилікою. Під час першого етапу будівництва (1255—1260) головний храм і супутні споруди були збудовані під керівництвом Віллара де Оннекура. У цей час церква нагадувала Ліонський собор. До групи майстрів входили будівельники цистерціанського монастиря в Тішнові, які переїхали до Угорщини після навали монголів, ймовірно, за заповітом двоюрідної сестри Бели IV Агнеси Богемської. Причини розпаду цієї будівничої групи приблизно в 1260 році невідомі.
Будівництво було завершене під час другого етапу (1260—1269). На роботу майстрів цього часу вплинув розвиток північнофранцузької церковної архітектури, створеної завдяки німецьким майстрам.
Церква Успіння Пресвятої Богородиці стала найбільш раннім і найповнішим твором класичної готичної церковної архітектури в Угорщині, що дає повне уявлення про архітектурні школи епохи Бели IV.
У другій половині XIV століття церкву перебудували в готичний зальний храм. Уся споруда перероблена в пізньоготичному стилі. 1370 року король Людовик Великий почав будівництво відомої брами Марії на південний захід від церкви. Схожою на неї є брама церкви святого Лаврентія у Нюрнберзі, побудована на 15 років раніше. За правління короля Людовика розпочалася повна перебудова базиліки у пізньоготичному стилі. Арки бічних нав підняли на висоту головної нави, а на високих стінах розмістили величезні вікна з багатою кам'яною решіткою, що дозволило зробити зал світлим і просторим. За правління короля Сигізмунда Люксембурга бічні вівтарі були розширені, їм надали восьмигранну готичну перегородку. На завершальному етапі над спорудою також працювали майстри із празької майстерні. У 1412—1433 роках вони звели усипальницю для родини Гараї, замовлену Міклошем II.

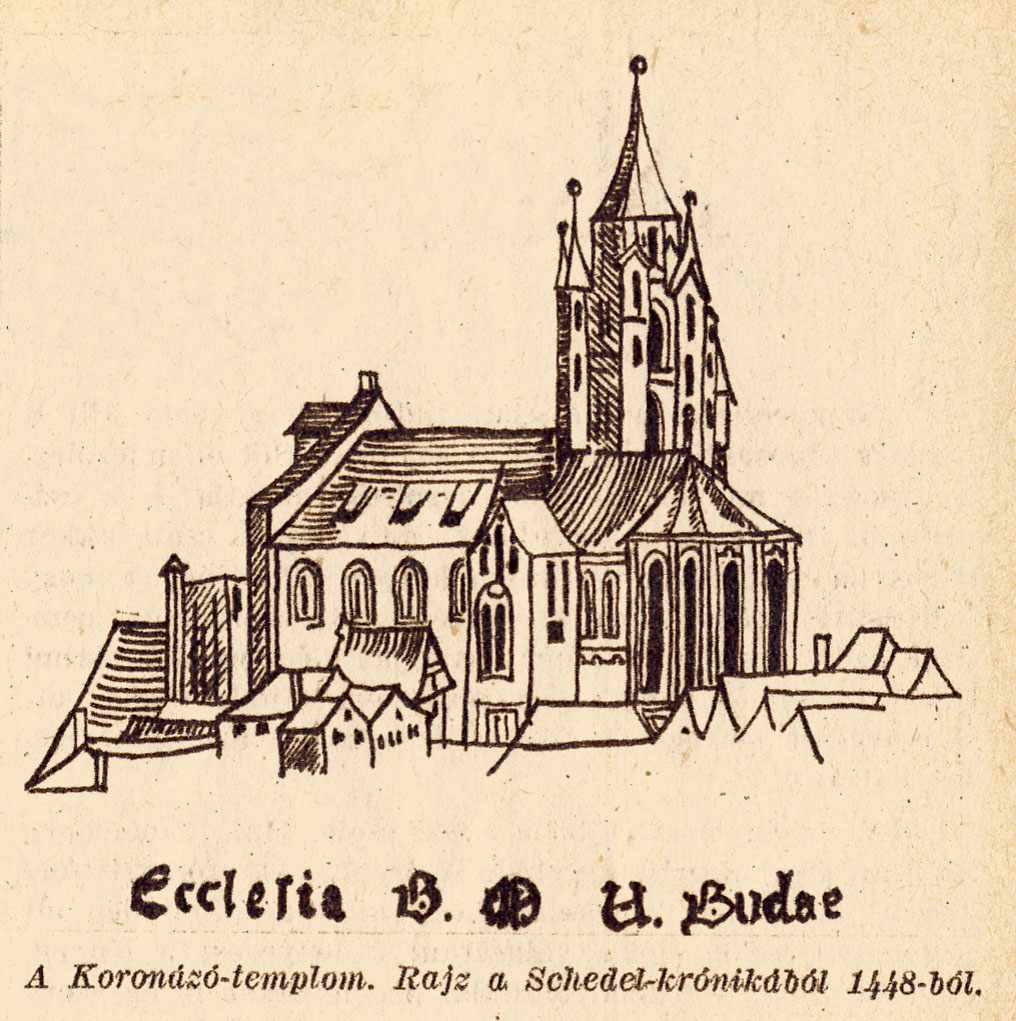
Вигляд церкви у 1448 році

За правління короля Матвія I Корвіна церква досягла піку свого процвітання у середньовіччі. Король звів дзвіницю на південному заході храму — одну з найкращих споруд угорської готичної архітектури. Південна вежа, зруйнована 1384 року, була відновлена 1470 року. Загалом дзвіниця зберегла дотепер такий вигляд, у якому була побудована в XV столітті, хоча наприкінці XIX століття кам'яний матеріал, з якого вона побудована, був повністю змінений. Проте велика арка, що підтримує хор, досі зберігає оригінальний камінь.
Король Матвій також звів королівський ораторій біля південного вівтаря, проте він був зруйнований під час османського панування. Також наприкінці XV століття почали зводити північно-західну вежу церкви, яка була майже повністю завершена до турецького завоювання.

### Османське панування
Під час турецького завоювання 1526 року середньовічна конструкція даху церкви була зруйнована. 1541 року, після остаточного завоювання Буди, відбудована церква Пресвятої Богородиці була перетворена на мечеть. У цій мечеті султан Сулейман дякував Аллахові за перемогу над угорцями. Вівтарі церкви були демонтовані, а розписані фресками стіни — поштукатурені. Тоді як більшість церков Буди були знищені, церква Матяша вціліла. Проте Королівський ораторій, північну вежу усипальню Гараї знесли, щоб використати матеріали, з яких вони збудовані, в іншому місці. Мечеть, яка існувала в храмі, була відома як Бююк (Великий), Ескі (Старий) або Сулейман Хан Камі.

### XVII—XVIII століття
Після того, як у 1686 році угорці повернули Буду, церква стала власністю спочатку францисканців, а потім — єзуїтів, які відновили споруду в стилі бароко. У 1688—1702 роках на північ від церкви збудували великий дортуар, а на південь — триповерхову семінарію. Церква втратила майже всі середньовічні орнаменти.
1690 року палатин Пал I Естергазі збудував новий вівтар церкви у стилі бароко, а 1696 року перед головним входом — вестибюль. Того ж року на дзвіниці Матяша було добудовано купол у формі цибулини. Каплиця Лорето була зведена 1707 року, дзвіницю до неї звели 1719 року, а згодом добудували ще бічні каплиці; нову ризницю звели замість колишньої брами нареченої.
Після барокових перетворень збереглися лише середньовічні вікна дзвіниці.
Унаслідок заборони Ордену єзуїтів в Габсбурзькій монархії 1773 року церква Матяша перейшла до міської ради Буди.

### Реконструкція XIX століття

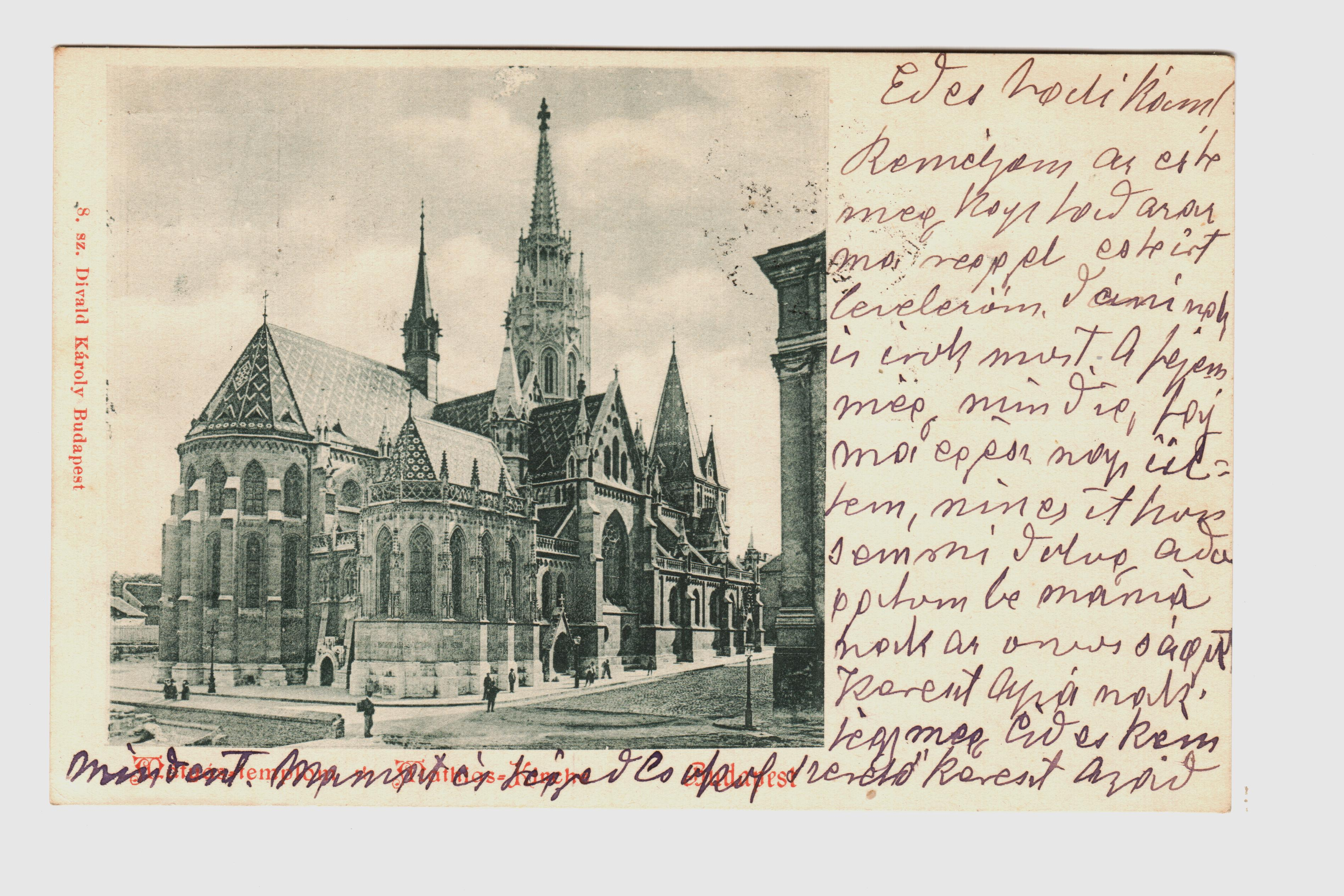
Церква Матяша на листівці 1900 року

За підтримки імператора Франца Йосифа I під керівництвом архітектора Фрідєша Шулека у 1874—1893 роках відбувалася масштабна реконструкція церкви Матяша, метою якої було повернути їй оригінального середньовічного готичного вигляду.
Церкву було відновлено до первісного стану на XIII століття, проте також було додано кілька раніших готичних елементів. Шулек також додав кілька власних елементів, як-от черепиця з ромбоподібним візерунком та шпиль. Для пошуку оригінальних стін новіші були частково зруйновані. Знесено бічні вівтарі короля Сигізмунда. Віднайдено браму Марії, збудовану королем Людовиком Великим. Відновлено дзвіницю короля Матвія. Перед брамою Марії Шулек спорудив фоє, а на місці усипальні Гараї — нову каплицю Святого Стефана.
Угорські митці Берталан Секей та Карой Лотц працювали разом із Шулеком над внутрішнім оздобленням церкви. При цьому вони використовували середньовічні настінні розписи, знайдені під османською штукатуркою. Вівтарні образи розписали Мігай Зічі та Дьюла Аґґгазі.
Реконструкцію завершили 1893 року.

### XX—XXI століття
Напередодні Другої світової війни за ініціативи прем'єр-міністра Пала Телекі розпочався ще один ремонт церкви. Проте початок війни завадив цим планам. Під час облоги Будапешта 1944—1945 років будівля церкви сильно постраждала. Нацистські солдати використовували її як табірну кухню, а радянські солдати після взяття міста — як стайню для своїх коней. Пошкодження були усунуті внаслідок ремонтів за кошт держави у 1950—1970 роках. П'ятимануальний орган, також пошкоджений під час війни, був відреставрований і повторно освячений 1984 року.
1994 року невідомий терорист підірвав вхід у церкву з боку Рибальського бастіону за допомогою саморобного вибухового пристрою. Було пошкоджено 16 вікон церкви.
1999 року храм передано у власність римо-католицької парафії.
У 2005—2015 роках відбувалися реставраційні роботи за кошт держави.

## Сакральне значення

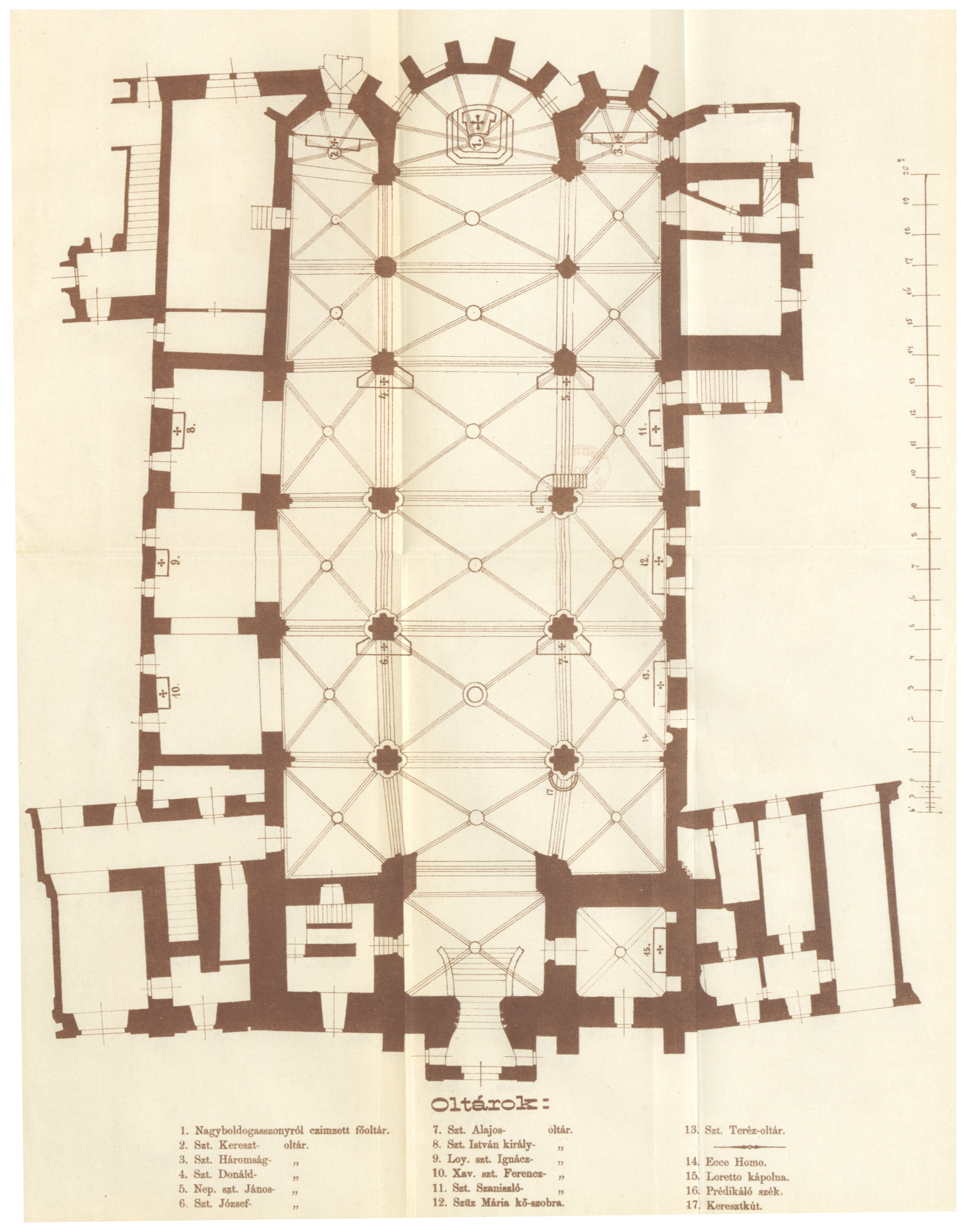
План підлоги церкви Матяша

Незадовго після спорудження Белою IV нової церкви Успіння Пресвятої Богородиці вона стала місцем проведення важливих заходів. 1279 року тут відбувся собор за участі папського намісника Фюлепа Фермої та естергомського архієпископа Лодомера, куди їх запросив король Ласло IV.
Після згасання династії Арпадів у 1301 році тут були проголошені королями Угорщини Вацлав III, король Богемії, та Отто III, герцог Баварії. 1309 року папський легат Джентіле Портіно да Монтефіоре разом із естергомським архієпископом Тамашем коронували короля Карла I Роберта. Його ж тіло перебувало в церкві в 1342 року між смертю у Вишеграді та похованням у Секешфегерварі.
У січні 1412 року король Сигізмунд повісив на стінах церкви прапори, захоплені під час походу на Венецію. Пізніше такий жест став традицією Яноша Гуньяді. 1438 року в церкві відбулася інтронізація як короля Угорщини Альбрехта II, а 1440 — Владислава III. 1444 року Владислав III після свого тріумфального походу проти османів провів тут разом із Яношем Гуньяді урочисте богослужіння подяки.

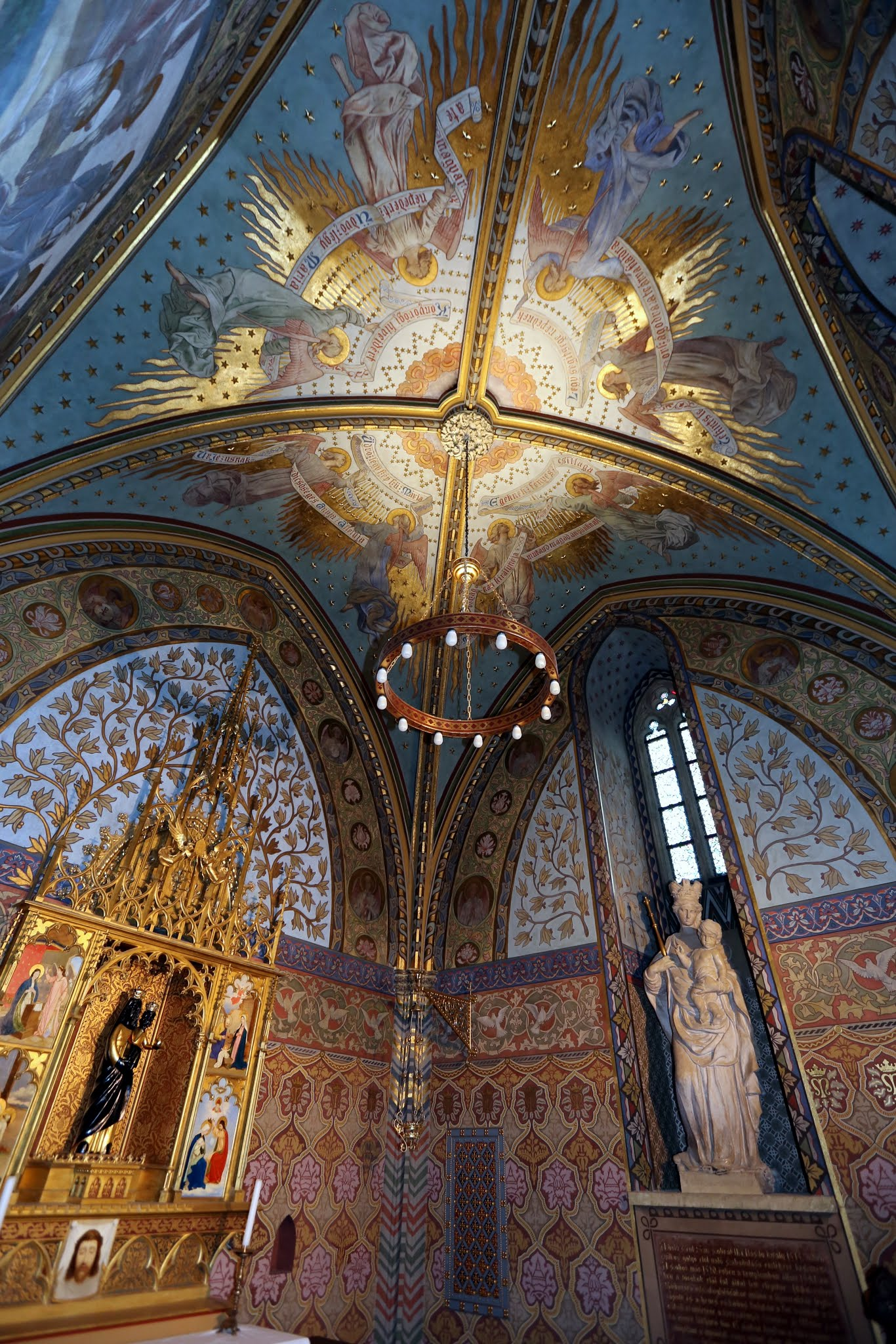
Статуя Мадонни XVII століття в каплиці Лорето

Святий Іоанн Капістранський проголосив у церкві свою промову, щоб загітувати людей вступати до лав війська, яке мало піти в хрестовий похід проти турків та єретиків. 1455 року Янош Гуньяді почав тут свій похід до Белграда.
1456 року папа Калікст III заснував у церкві капітулу.
Коли на трон зійшов Матвій I Корвін, корона святого Іштвана була не в Угорщині, тому своє правління він почав без коронації, але з проведенням богослужіння в церкві, на якому дякував Богові та Марії.
У цій церкві король Матвій двічі одружувався: 1463 року з Катериною Подебрадською, а 1476 року — з Беатрисою Арагонською.
1526 року скарби із церкви Матяша перевезли до Пожоні (нині Братислава, Словаччина). Угорський палатин Стефан Вербовцій проголосив у церкві угоду між Яношем Заполья та французами, папою, Венецією й Флоренцією. За кілька місяців ерцгерцог Фердинанд відвідав месу в церкві.
У 1541—1686 роках турки використовували церкву як головну мечеть Буди.
Існує легенда, що 1686 року, під час облоги Буди військами Священної ліги, стіна церкви, що використовувалася османами як мечеть, була зруйнована через гарматний обстріл. Виявилося, що за стіною захована старовинна вотивна статуя Мадонни. Через те, що за стіною перед мусульманами постала скульптура Діви Марії, їхній моральний дух упав, і місто було захоплене Священною лігою того ж дня.
1713 року перед церквою встановили колону Святої Трійці — пам'ятник жертвам чуми.

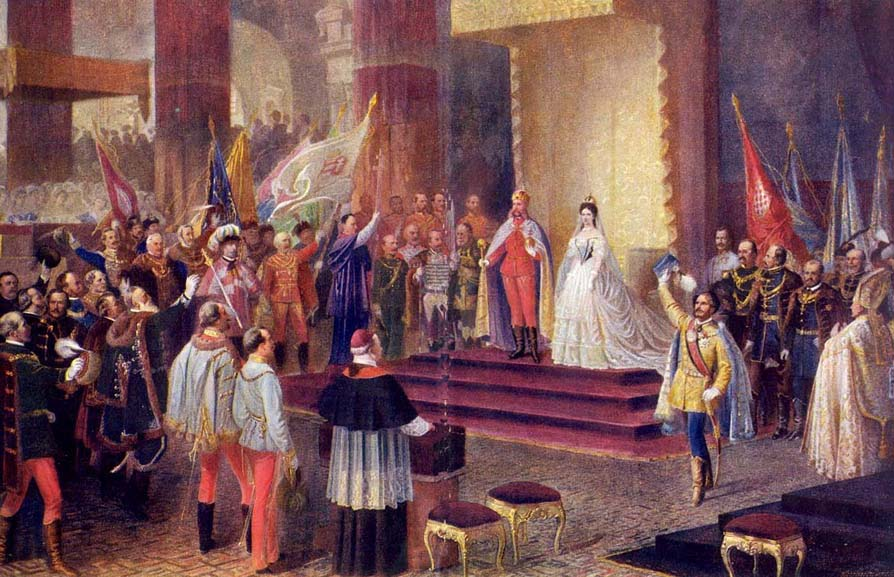
Коронація Франца Йосифа I та Єлизавети в стінах церкви. Малюнок Едмунда Тулля за Едуардом фон Енгертом

1867 року в церкві Матяша коронували імператора Франца Йосифа I та його дружину Єлизавету як короля та королеву Угорщини. 30 грудня 1916 року тут же коронували їхніх наступників — імператора Карла I та імператрицю Зіту.

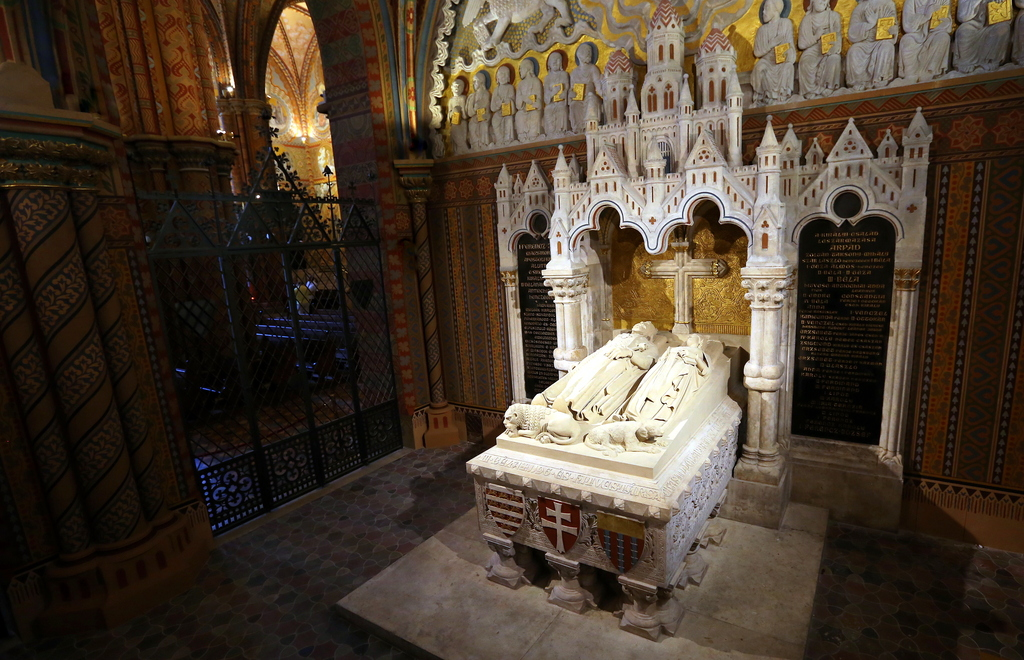
Поховання Бели III та Агнеси Антіохійської в церкві

У 1898 році до церкви Матяша перенесли останки короля Бели III (правив 1148—1196) та його першої дружини Агнеси Антіохійської. Вони були знайдені 1848 року під час розкопок у базиліці Успіння Пресвятої Богородиці в Секешфегерварі, знищеній за часів османського панування.

## Кафедра
Перша відома кафедра церкви Матяша виготовлена в 1693 році після перетворення будівлі з мечеті на християнський храм. Про зовнішній вигляд кафедри не відомо нічого. Нову барокову кафедру встановили за сприяння графині Ержебет Берені 1769 року. Її, ймовірно, виготовив Карой Бебо. Ця кафедра була зафіксована на єдиній фотографії, що зображує інтер'єр церкви до реконструкції 1874—1893 років, а також на літографії Густава Зомборі 1857 року.

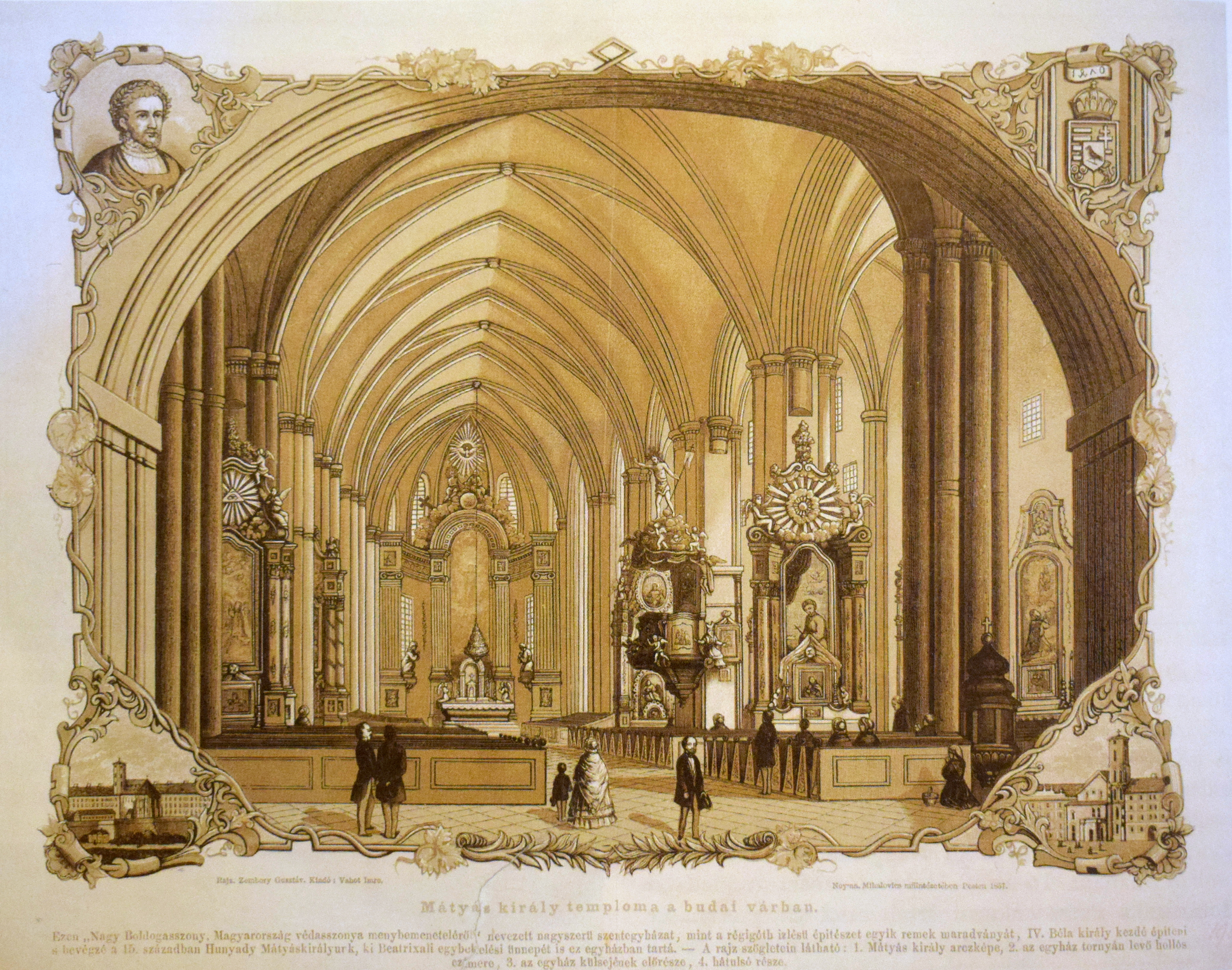
Літографія Густава Зомборі 1857 року

Кафедра Бебо була прикрашена статуями двох пророків, двох ангелів, що сидять на її виступі, та рельєфами. Балдахін аба-вуа (даху над кафедрою) підтримували два ангели. На вершині споруди була статуя воскреслого Христа, оточеного херувимами. Цю споруду знесли 1876 року. Від неї збереглися лише дві статуї літаючих херувимів.

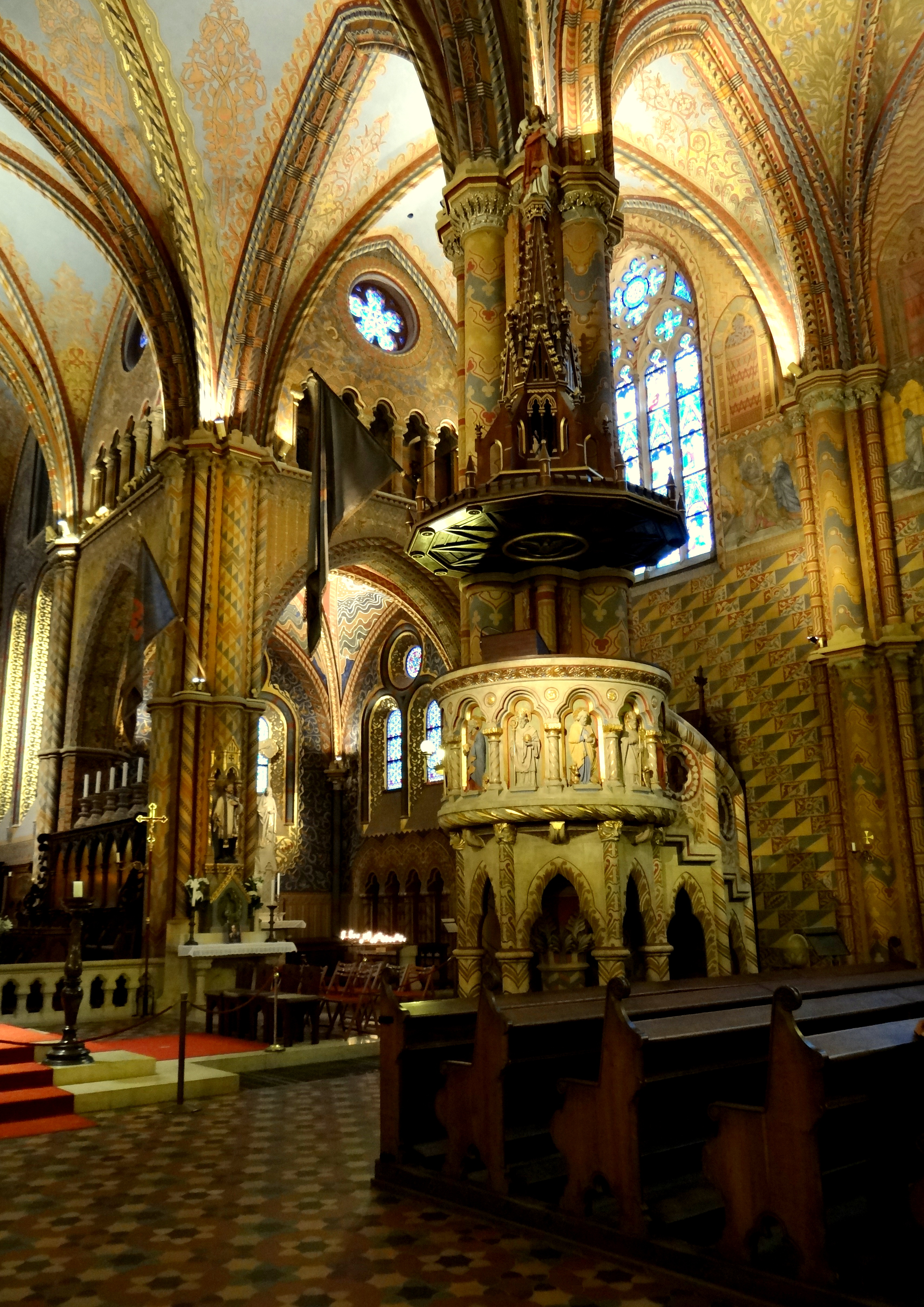
Кафедра церкви Матяша

Сучасну кафедру для церкви Матяша виготовили в 1890—1893 роках під час реконструкції. Її спроєктував головний архітектор перебудови Фрідєш Шулек за консультаціями історика мистецтва Бели Цобора. Статуї на кафедрі вирізьбив Ференц Мікула. Аба-вуа над кафедрою виготовив Карой Рупріх.

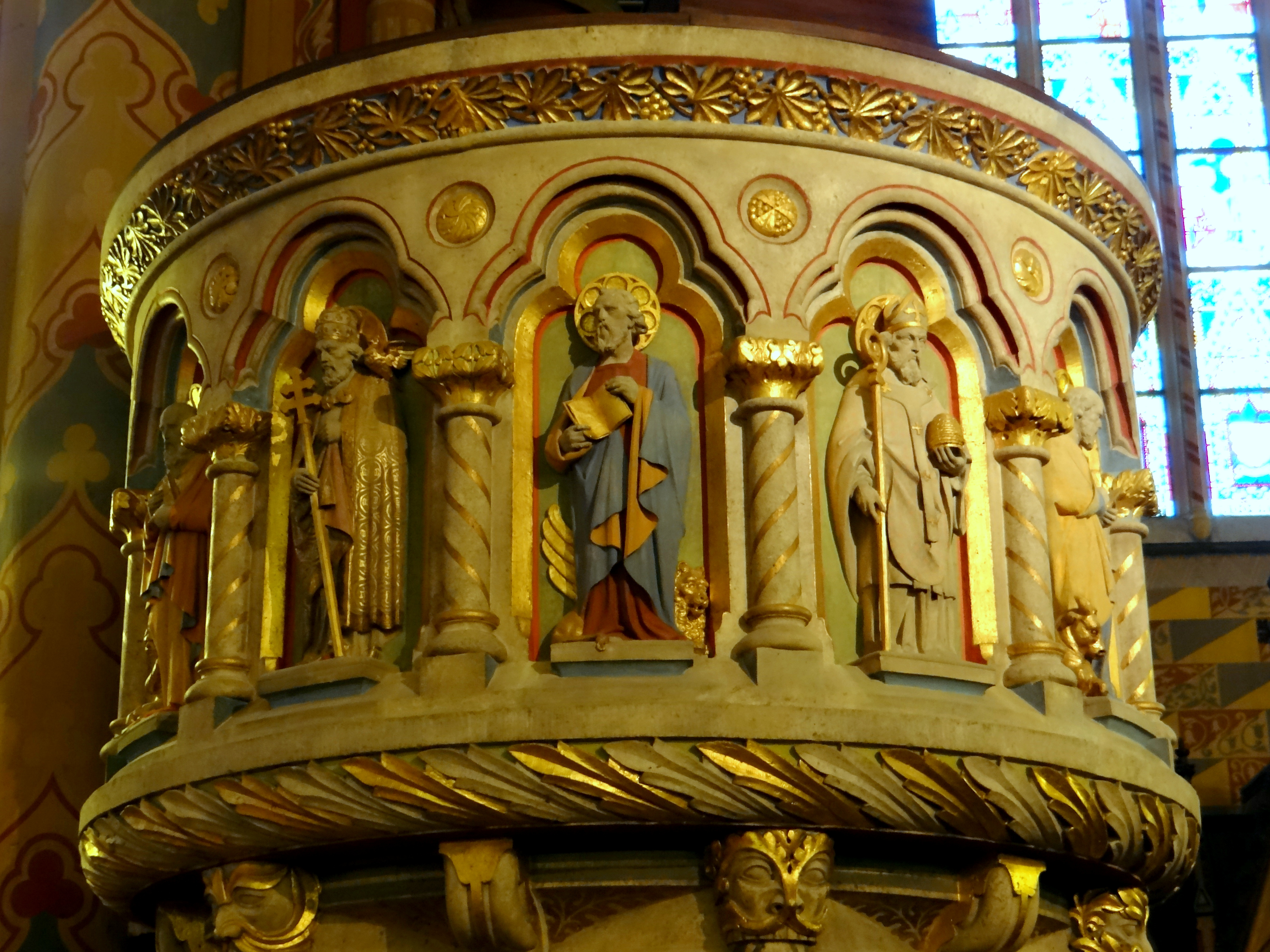
Статуї на кафедрі

Кафедру виготовили з пісковика, а поверхні вкрили неороманськими орнаментальними розписами. Неоготичний аба-вуа, що нагадує вежу середньовічного замку, виготовили з дуба. Кафедра знизу підтримується кільцем арок і центральним масивним стовпом. На кафедрі є статуї святих, розміщені в такому порядку:
- Святий Іван з орлом;
- Святий Августин із хлопчиком;
- Святий Лука з волом;
- Святий Амвросій з вуликом;
- Святий Марк із левом;
- Святий Григорій Великий з голубом;
- Святий Матвій з ангелом;
- Святий Ієронім з левом.

## Дзвони церкви

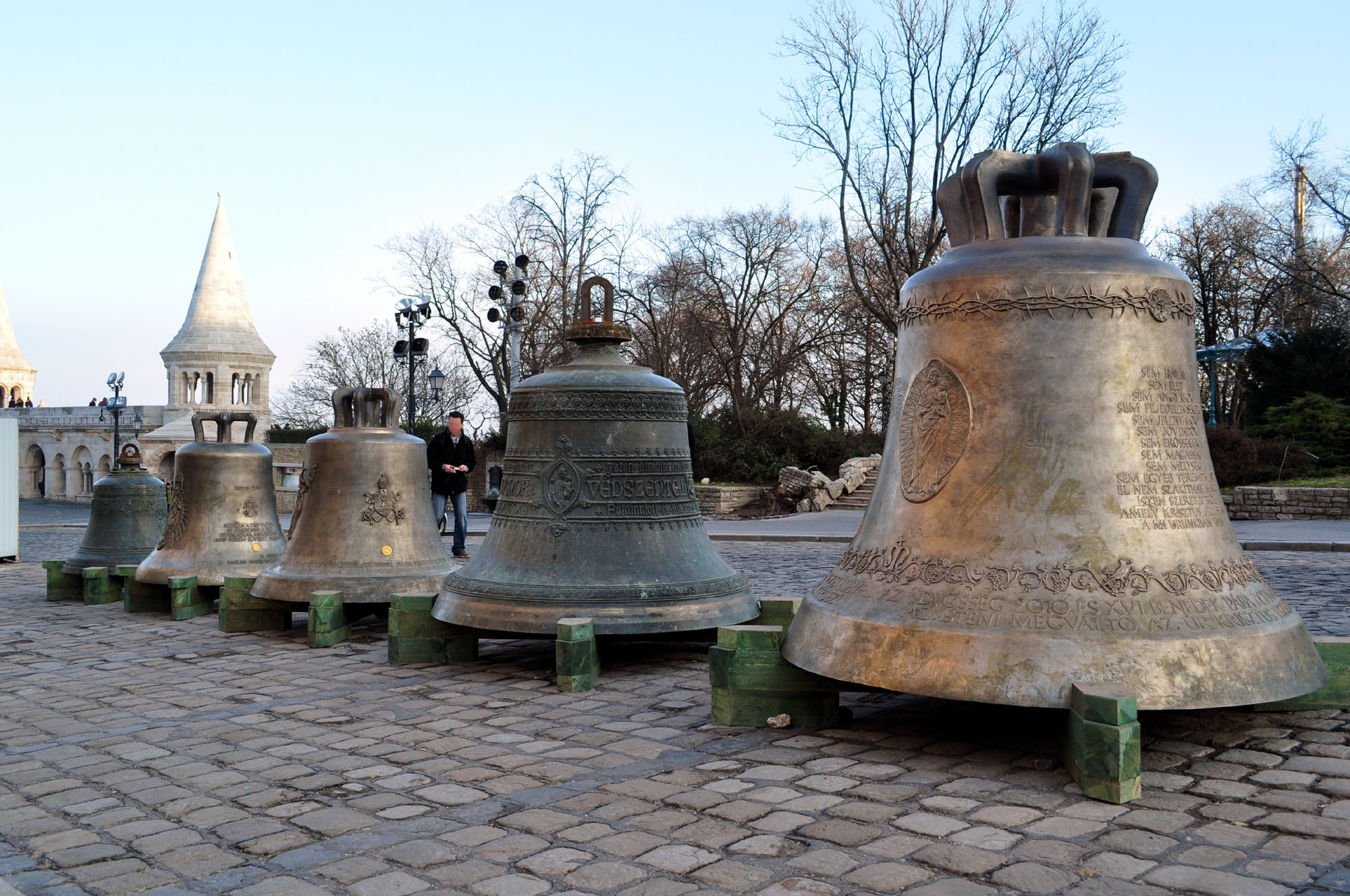
Дзвони церкви Матяша

Церква має сім дзвонів. Шість розташовані на дзвіниці, а один інший, пошкоджений, — на кавалерійській вежі. Три дзвони є історичними (вилиті у 1723, 1724 та 1891 роках). 2010 року церква Матяша отримала чотири нові дзвони.

## На поштових марках та грошах

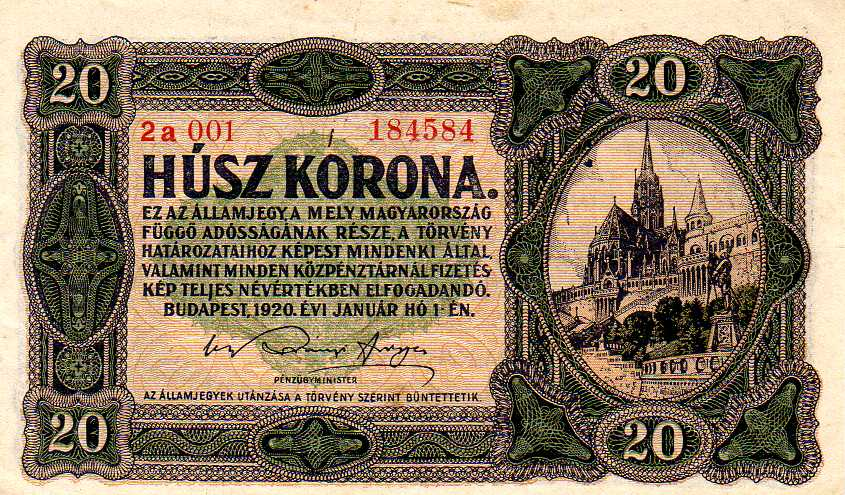
Банкнота номіналом 20 угорських крон зразка 1920 року із зображенням церкви Матяша

Церкву Матяша зобразили на угорських поштових марках 1926, 1927 та 1930 років. Також церква Матяша була зображена на угорській банкноті номіналом 20 крон зразка 1920 року.

## Галерея

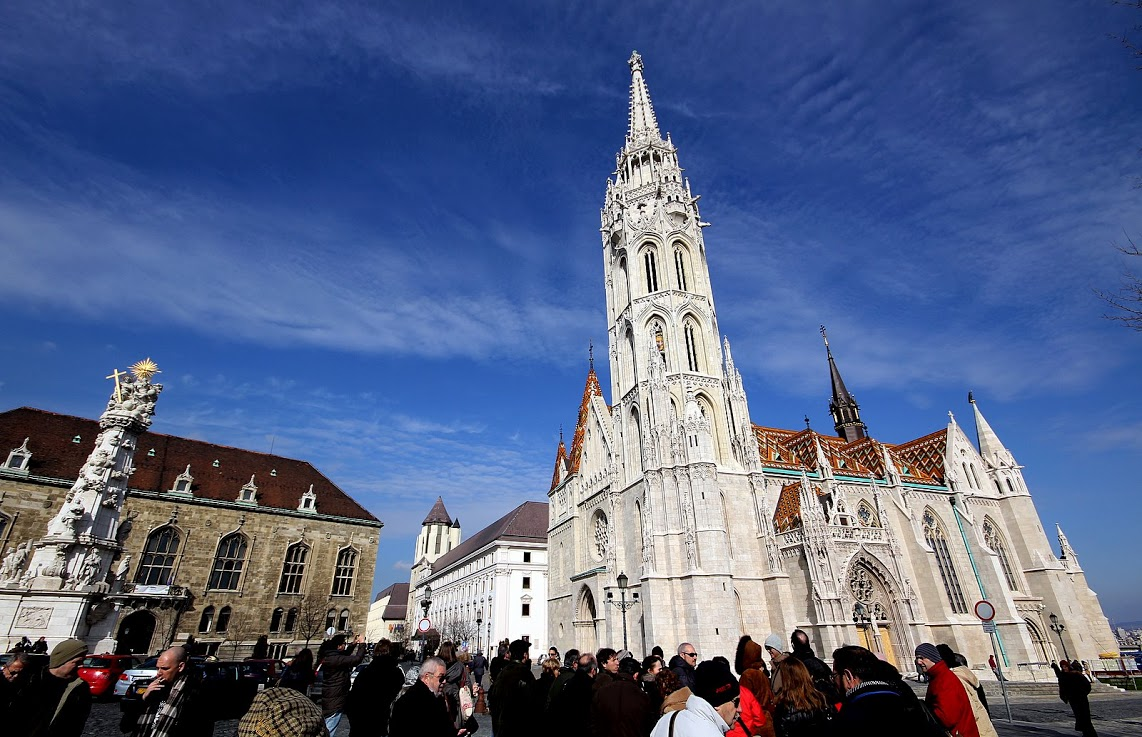
Церква Матяша на площі Святої Трійці
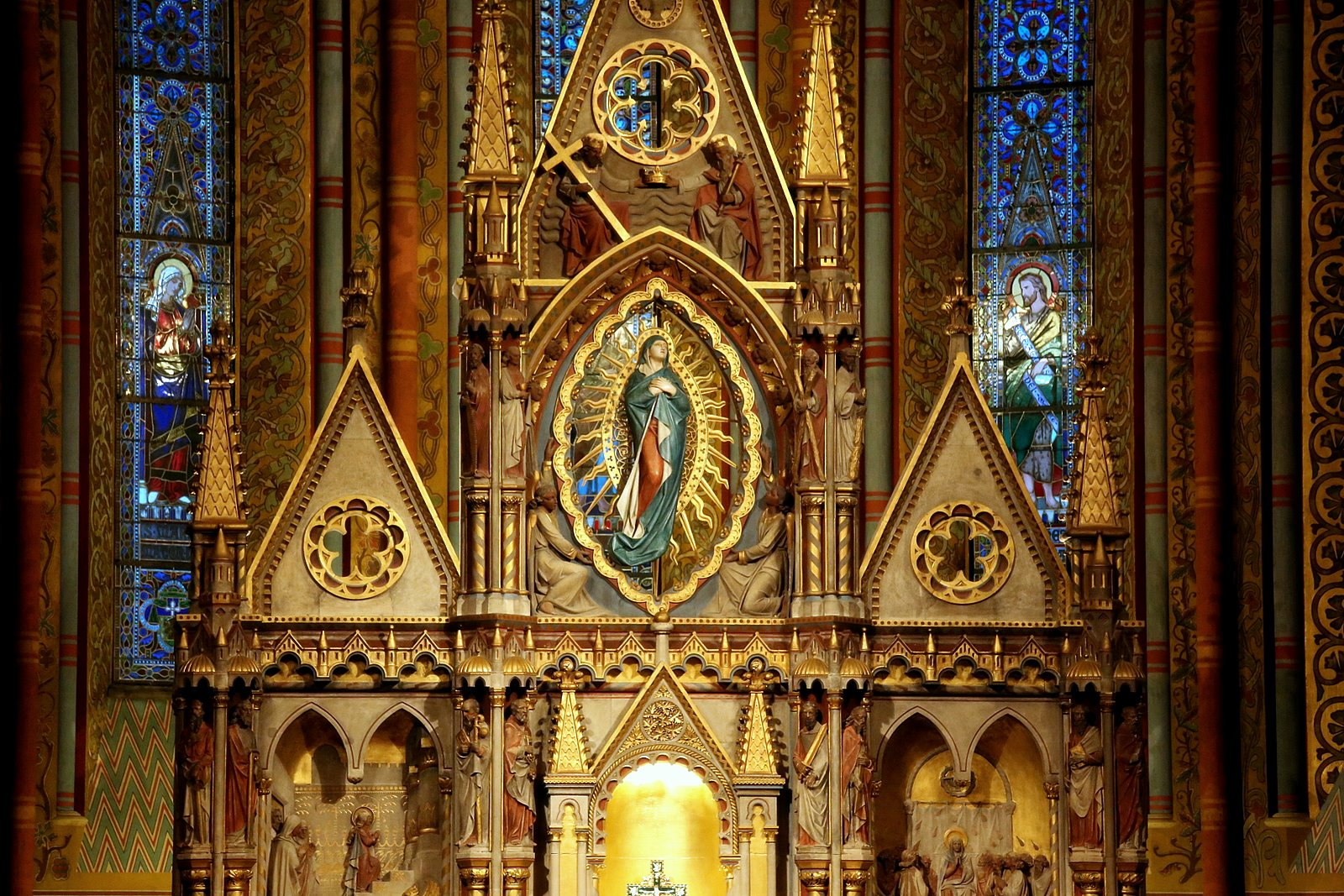
Головний вівтарний образ
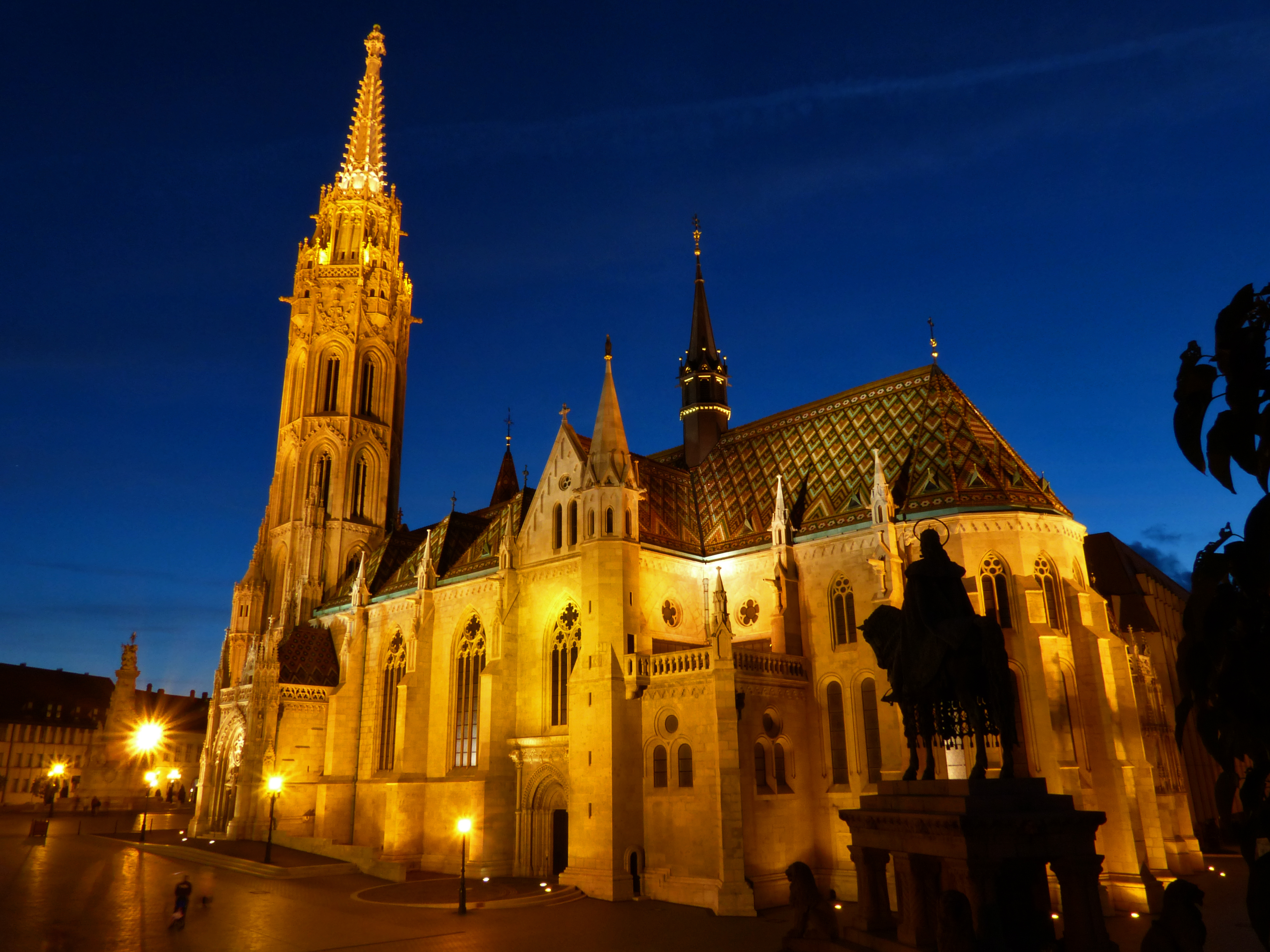
Церква уночі
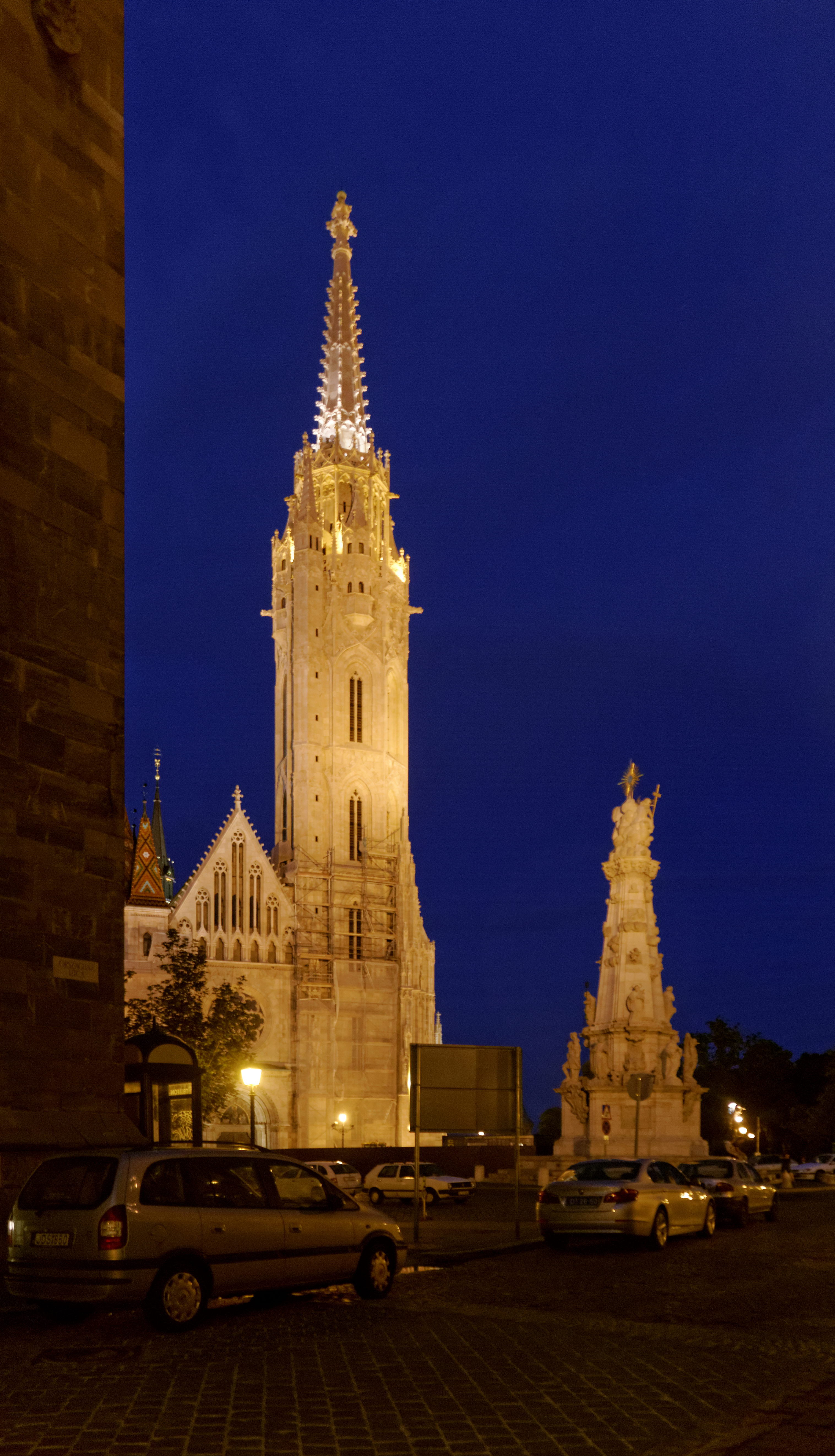
Церква уночі
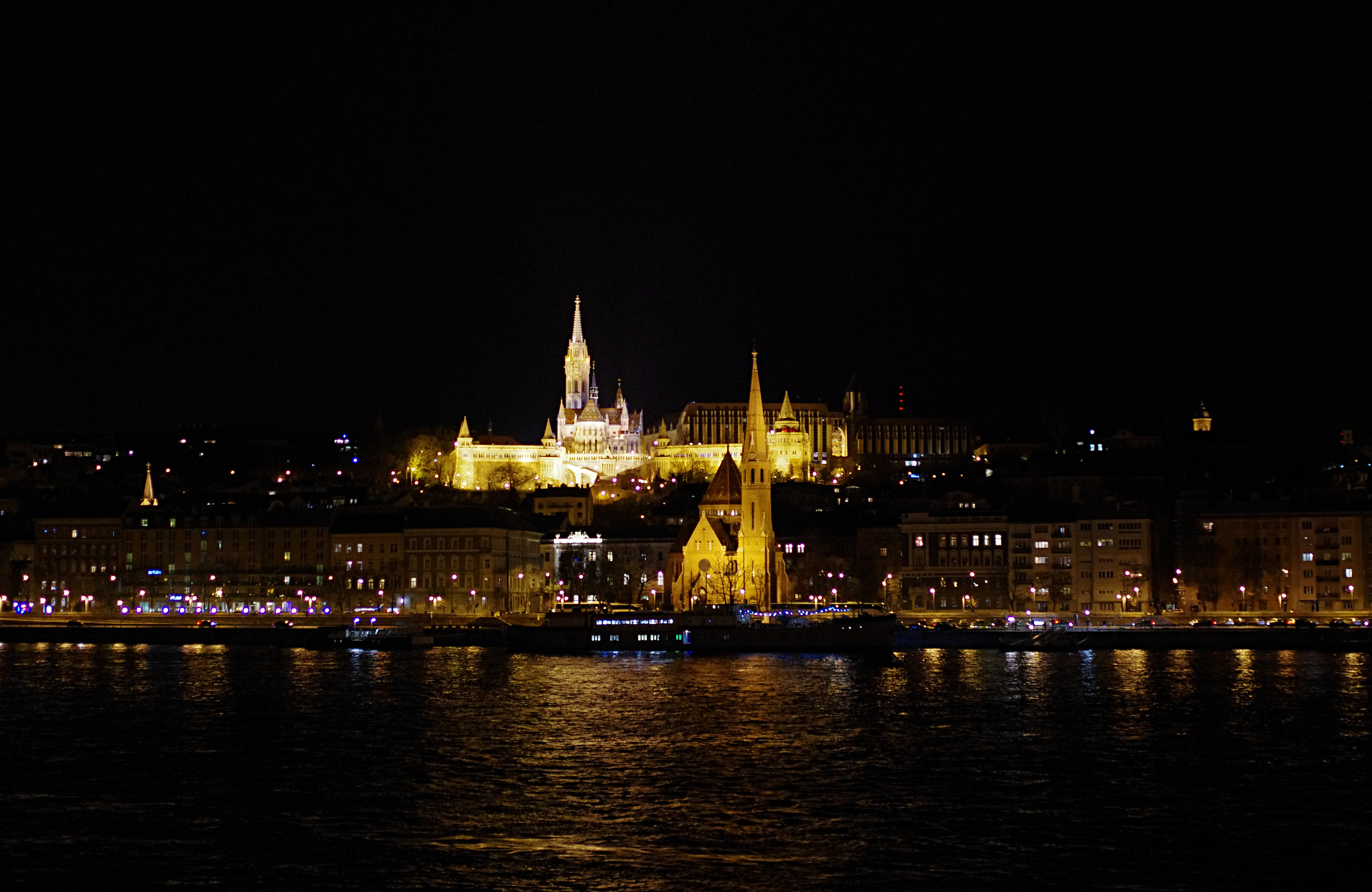
Вид на церкву вночі з берега Дунаю (з Пешта)
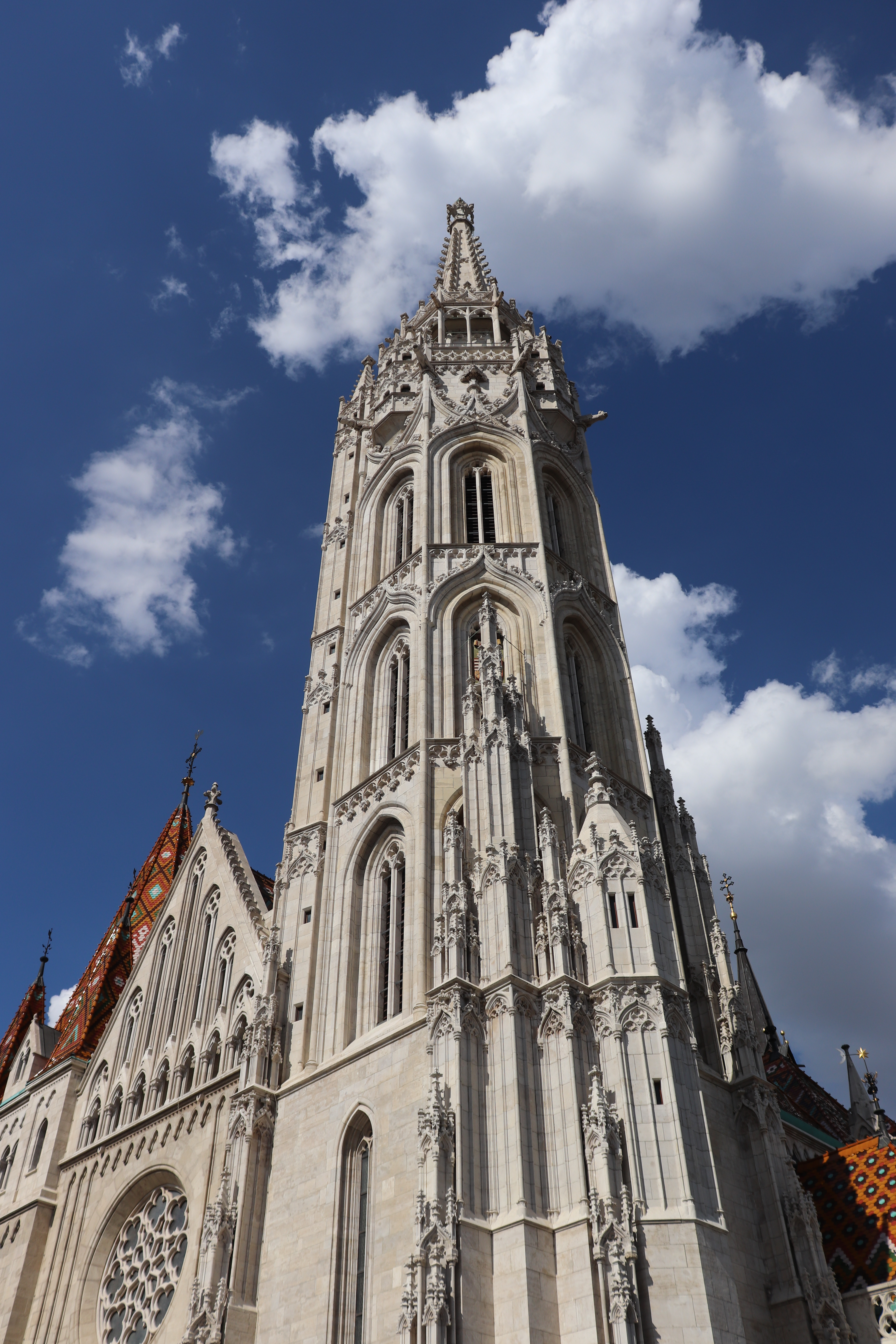
Вежа церкви Матяша
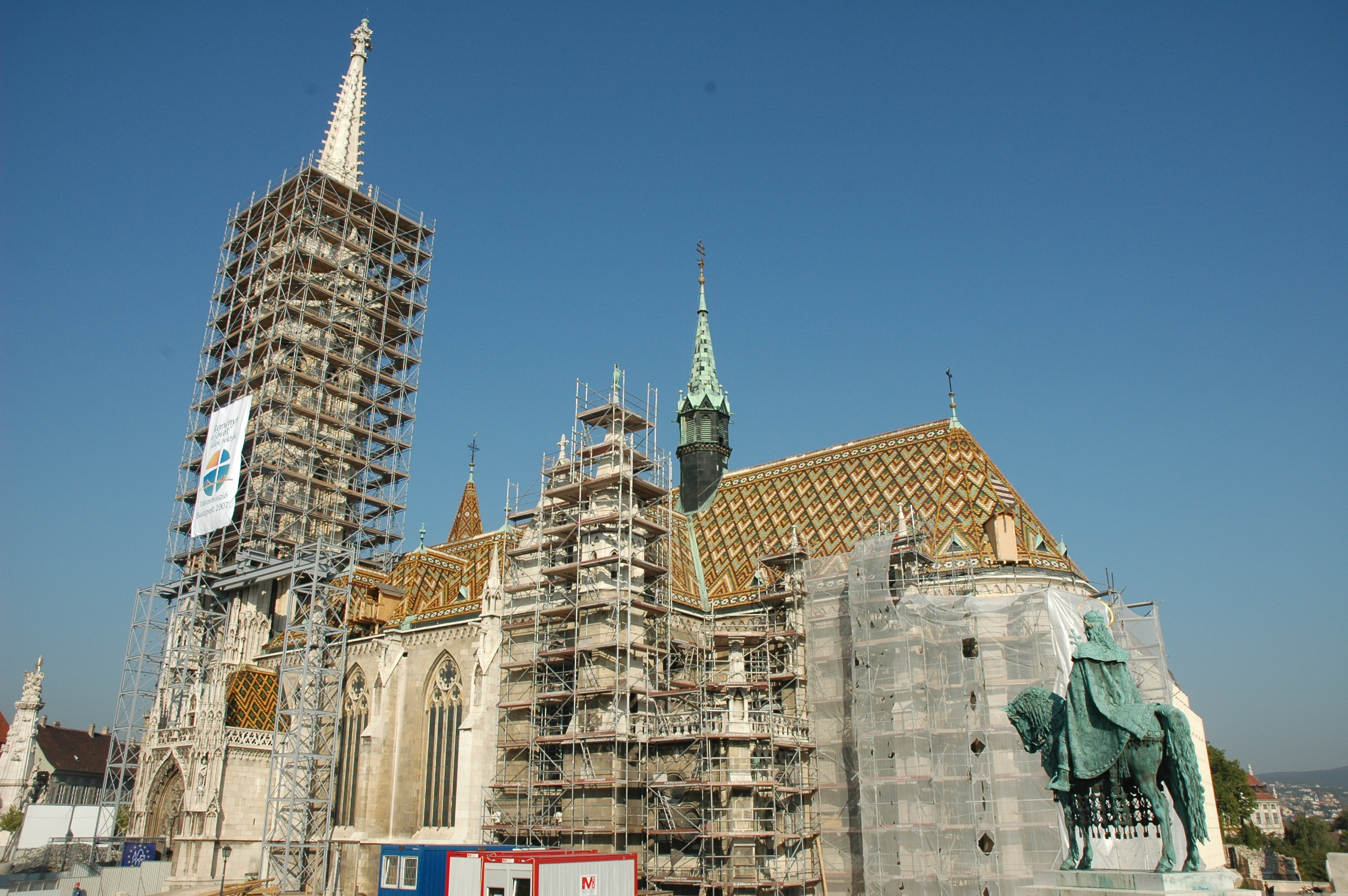
Церква під час реставрації. 2007 рік
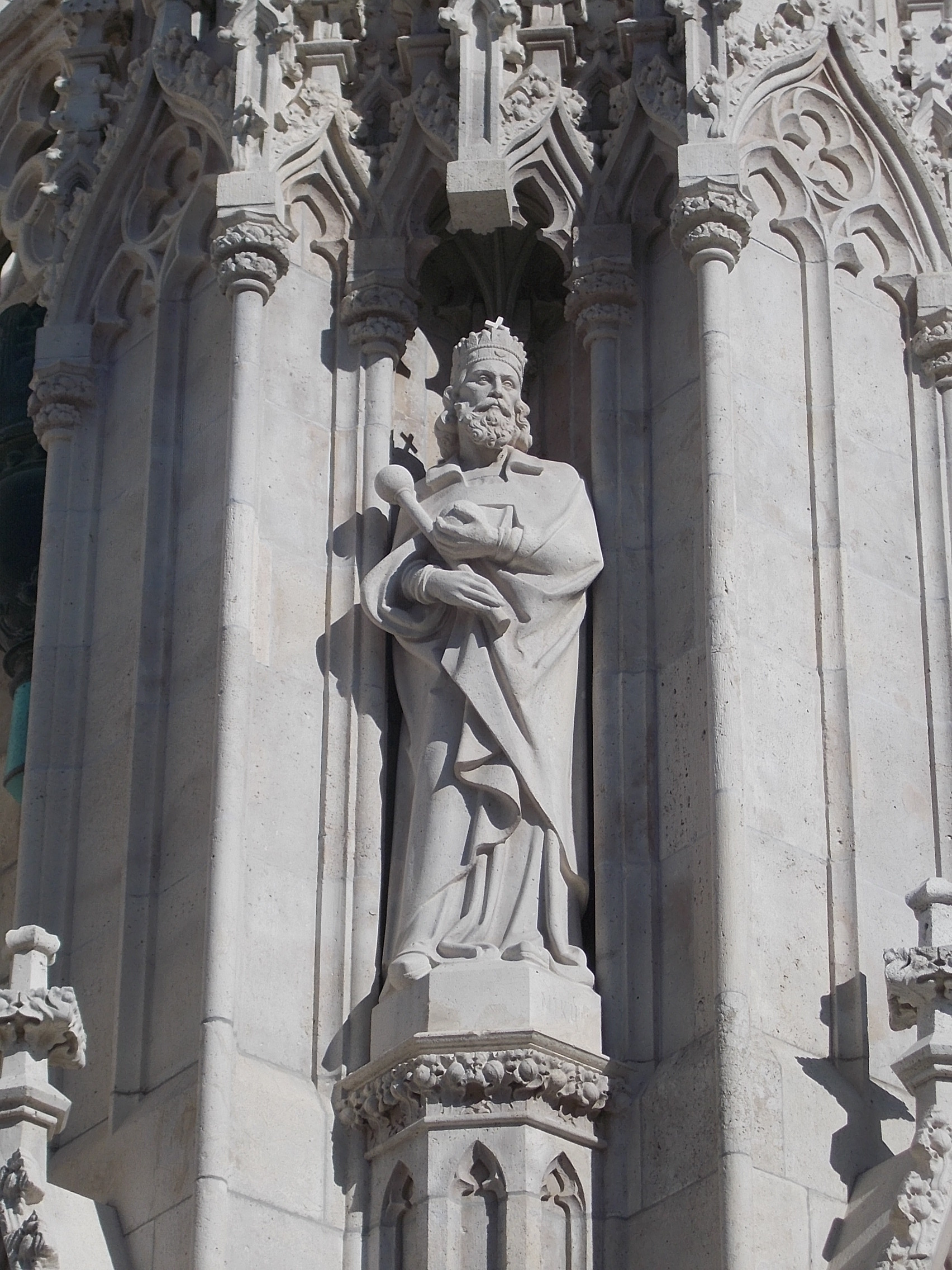
Статуя святого Стефана на фасаді
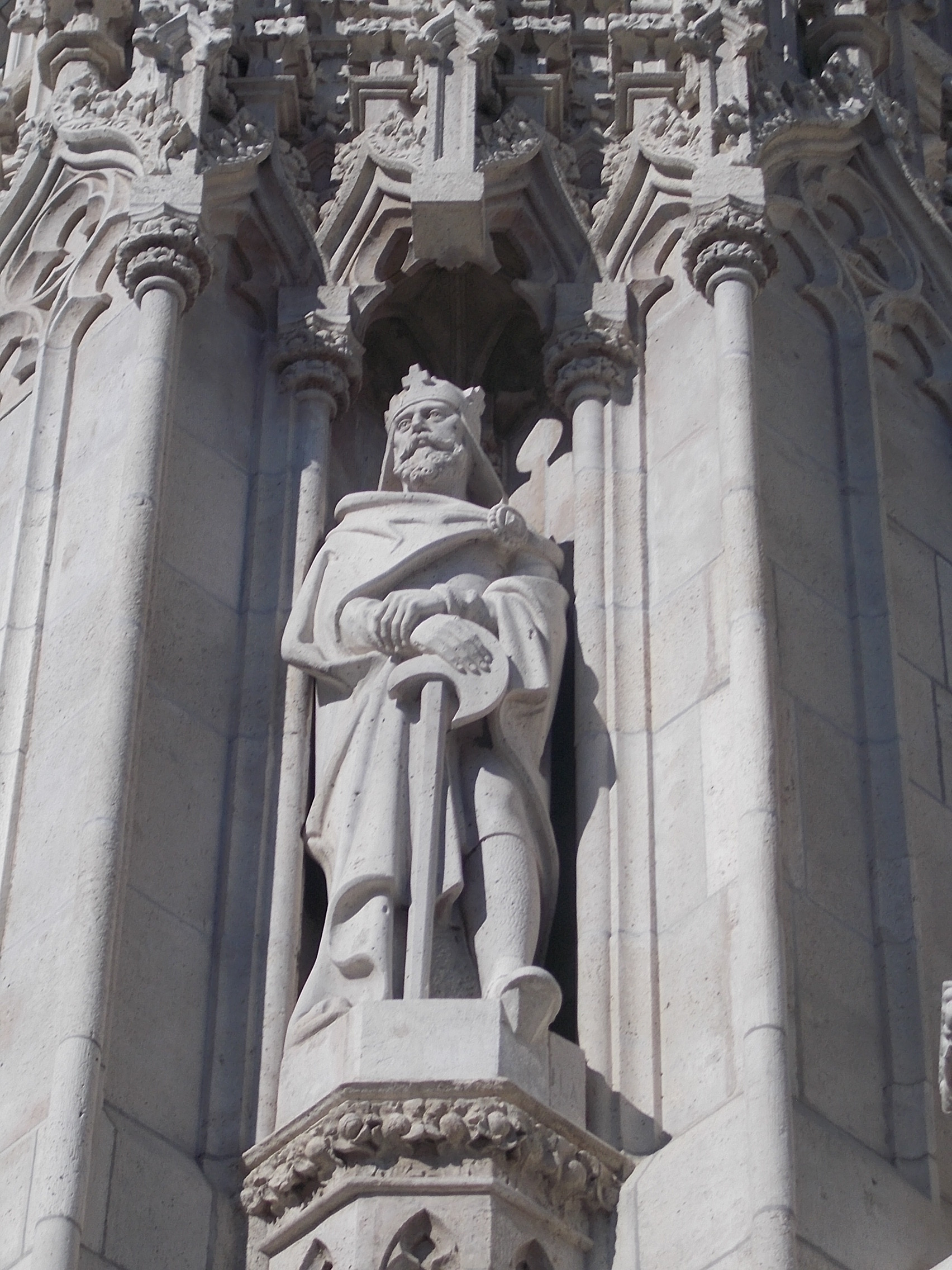
Статуя святого Ласло на фасаді
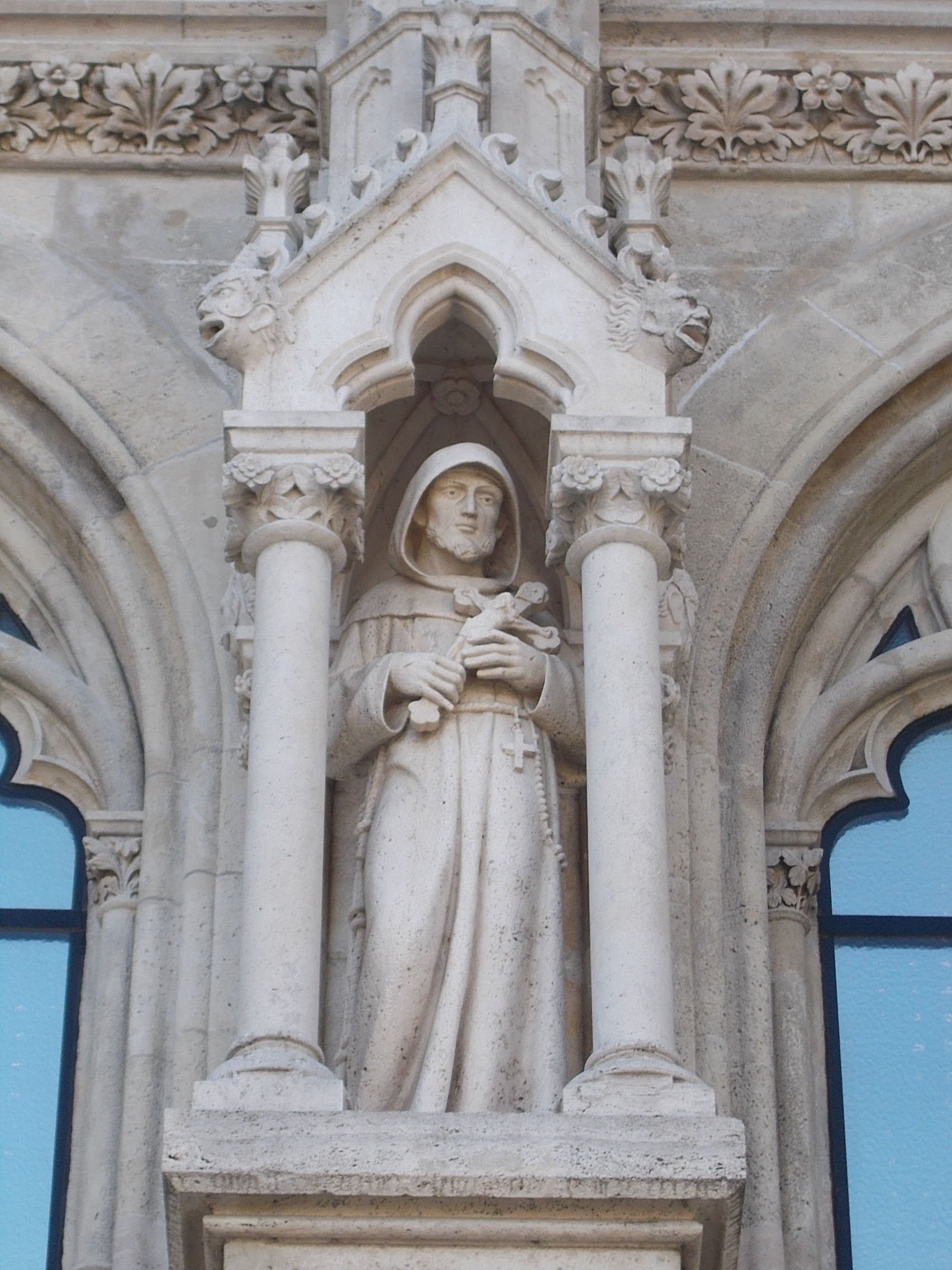
Статуя Франциска Ассизького на фасаді
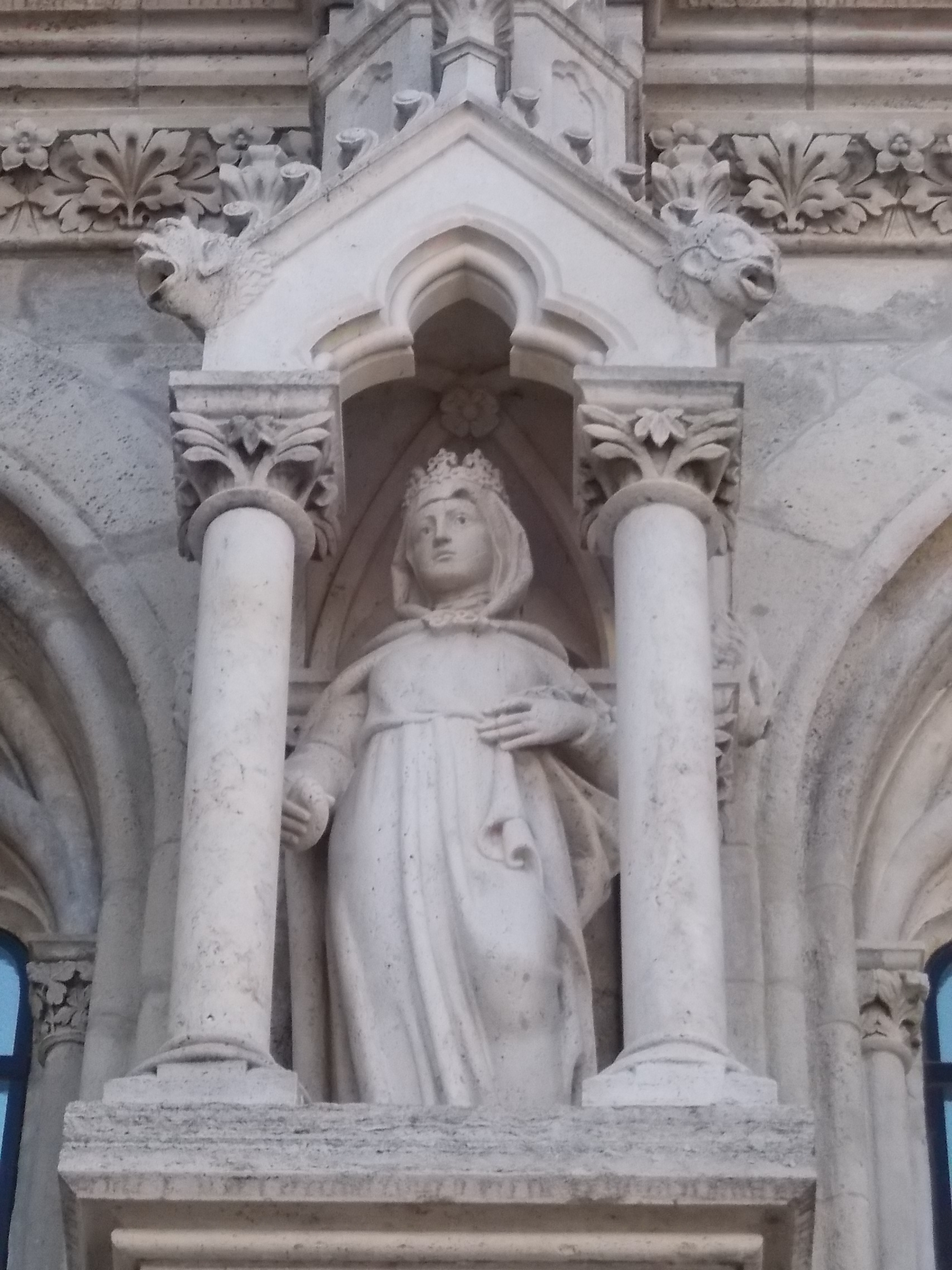
Статуя імператриці Єлизавети Баварської на фасаді
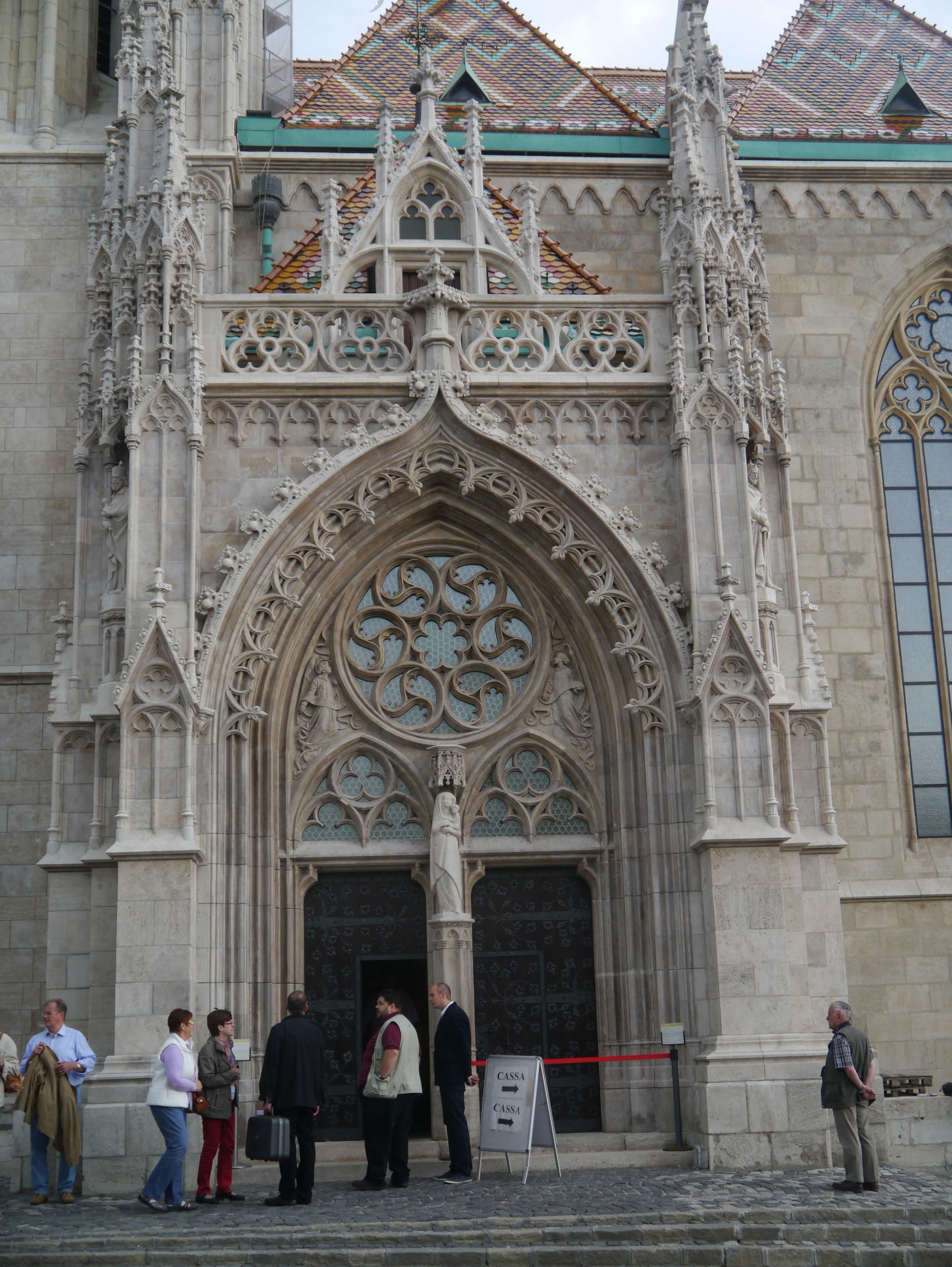
Брама Марії
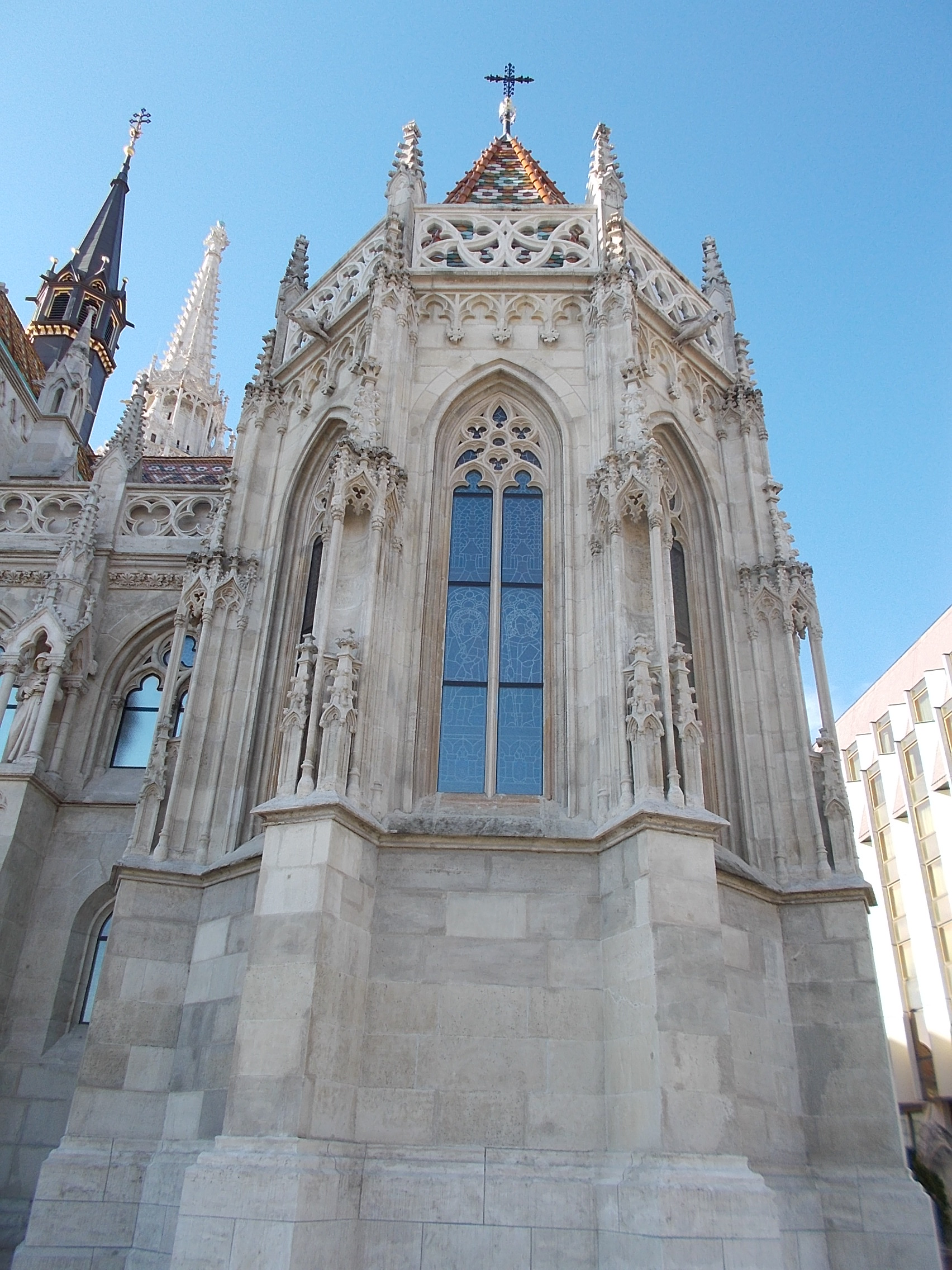
Каплиця святого Стефана
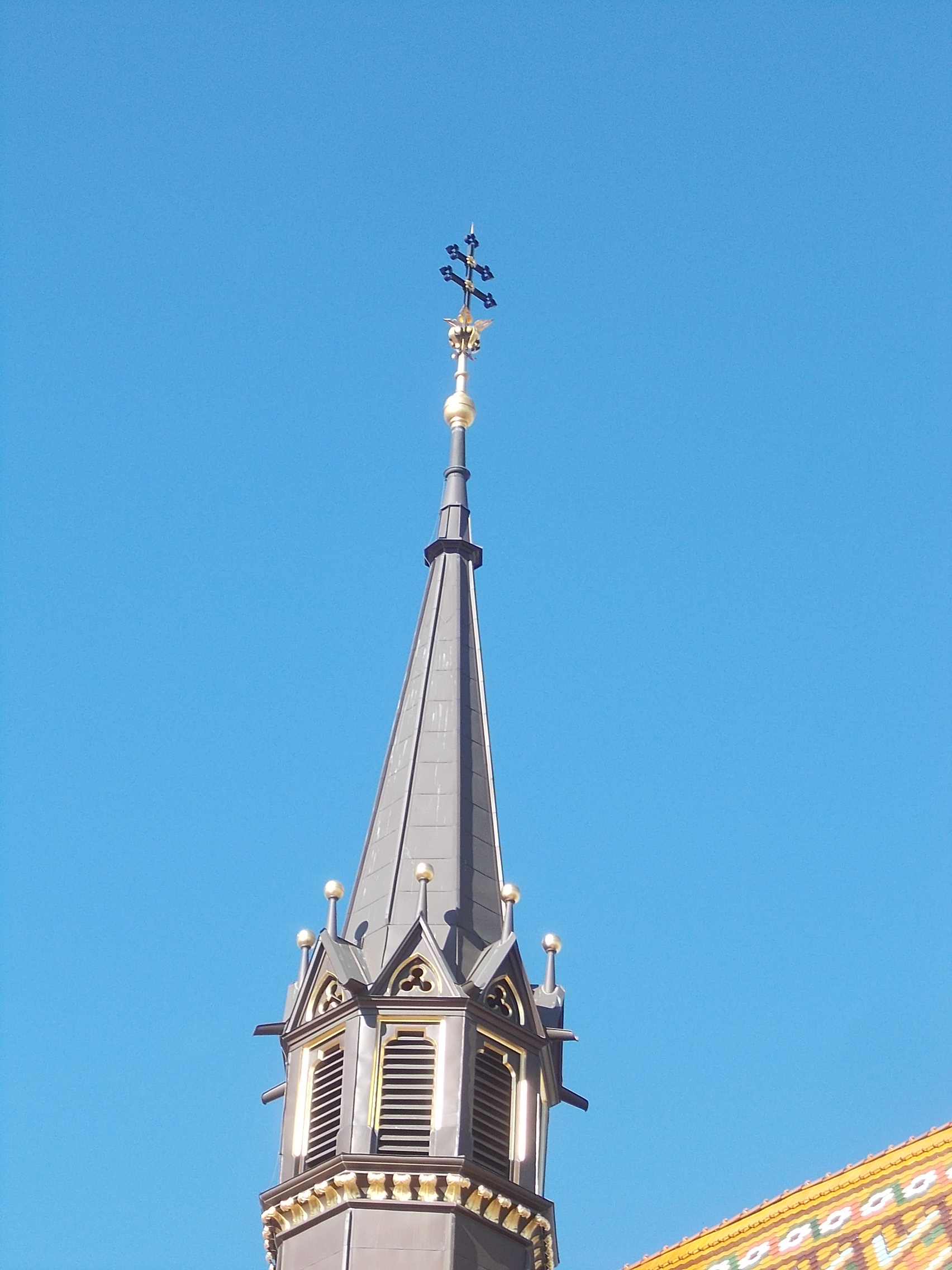
Шпиль на вежі церкви Матяша
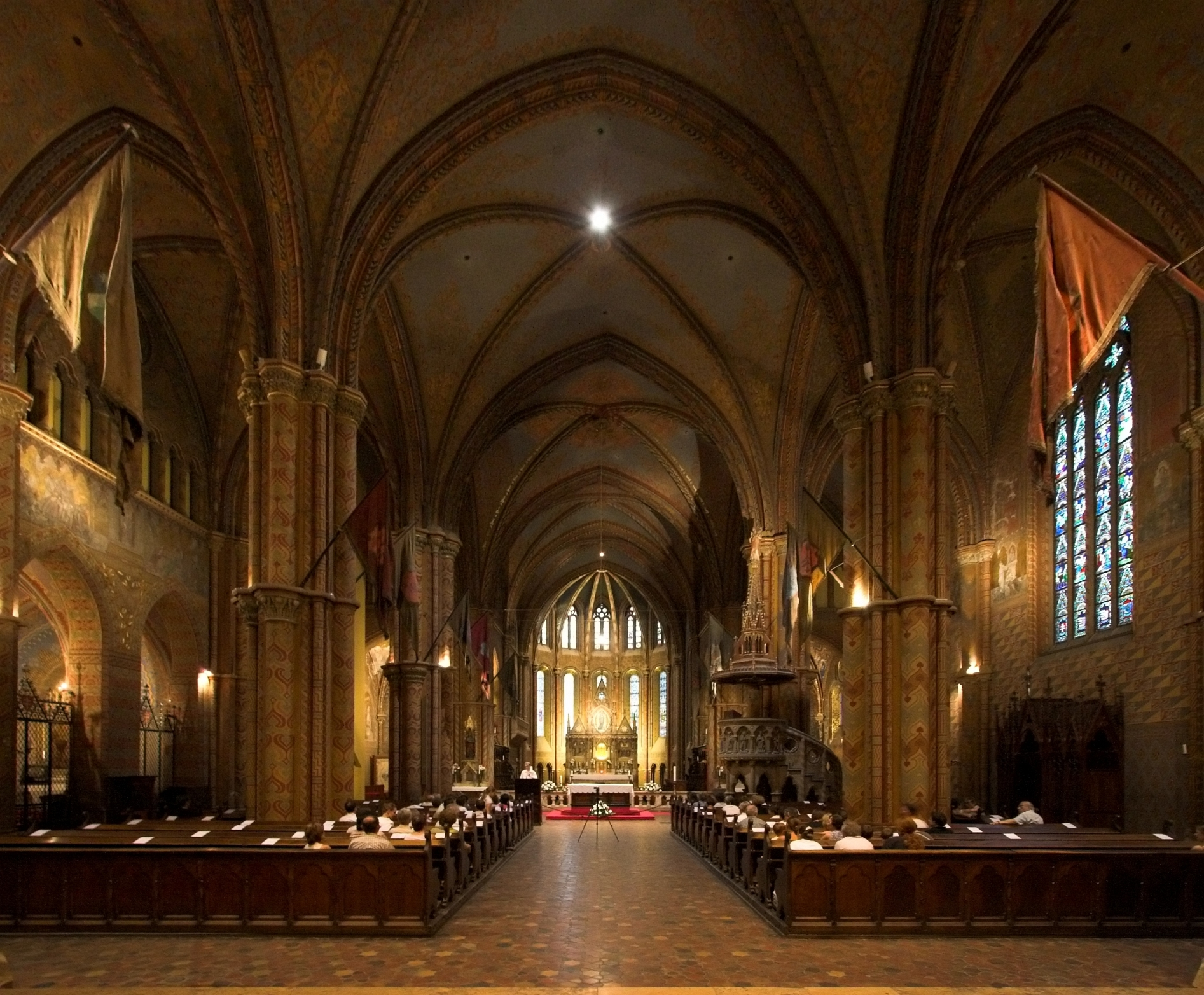
Інтер'єр церкви
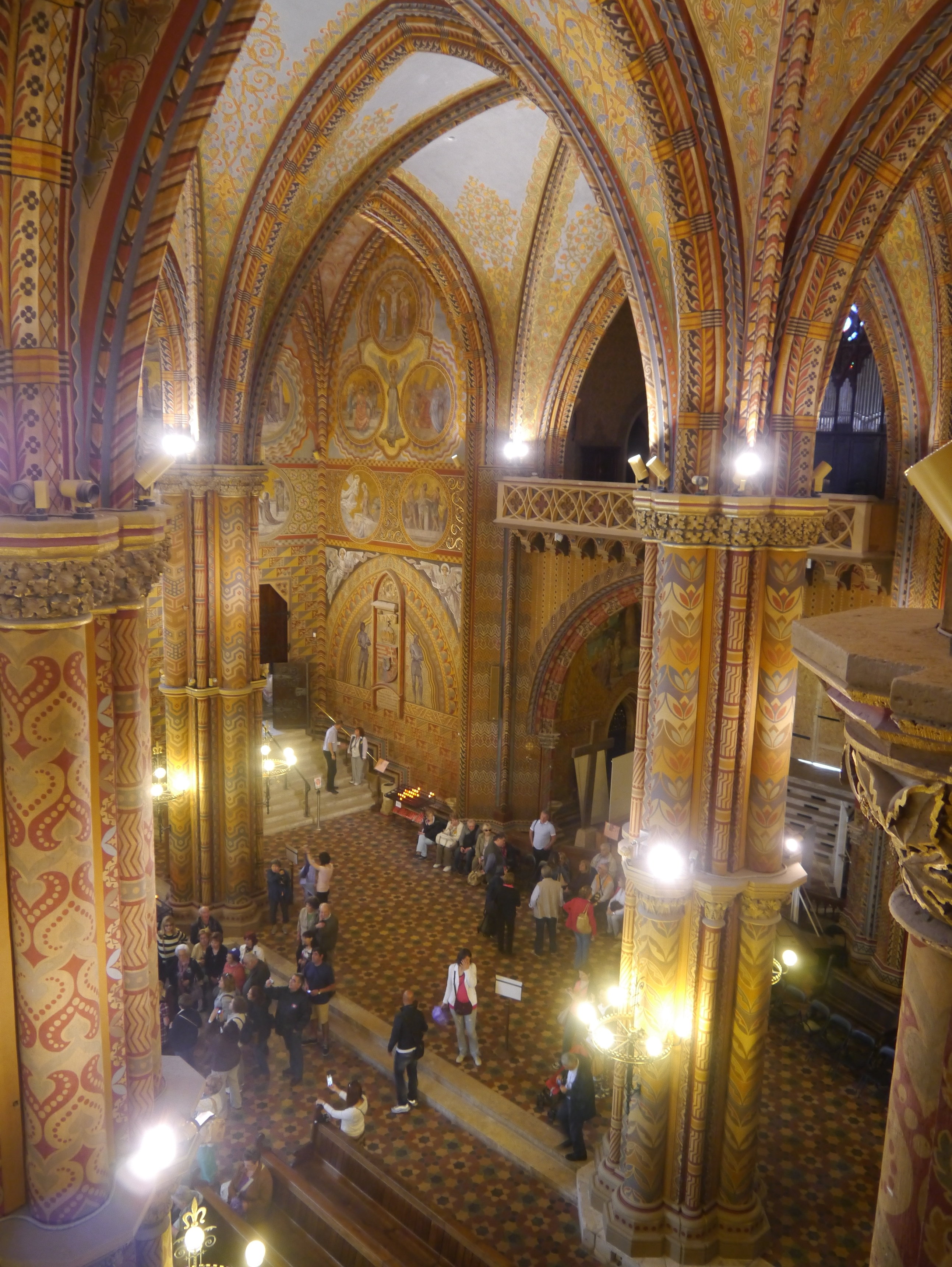
Нава в інтер'єрі церкви
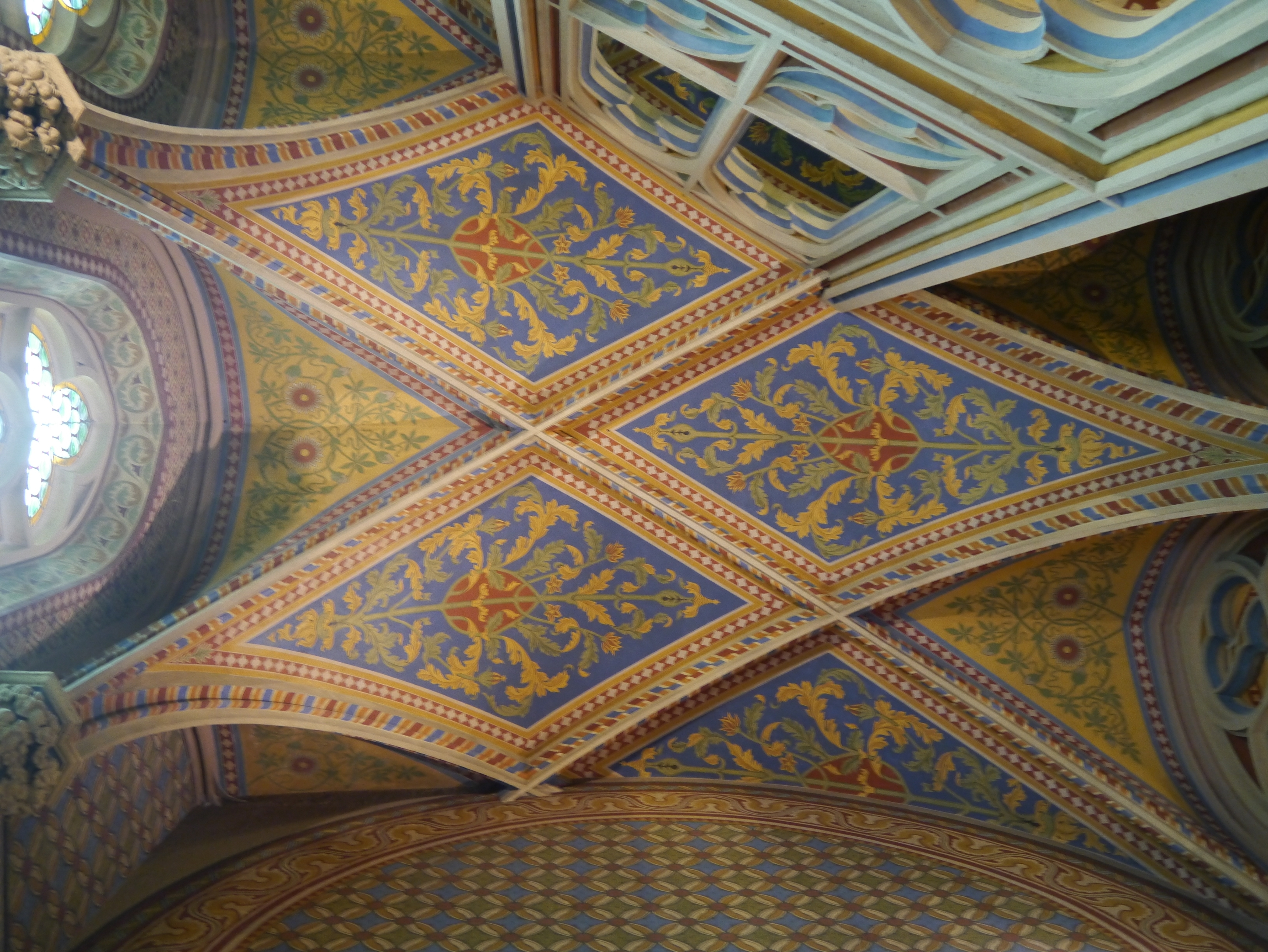
Стеля церкви
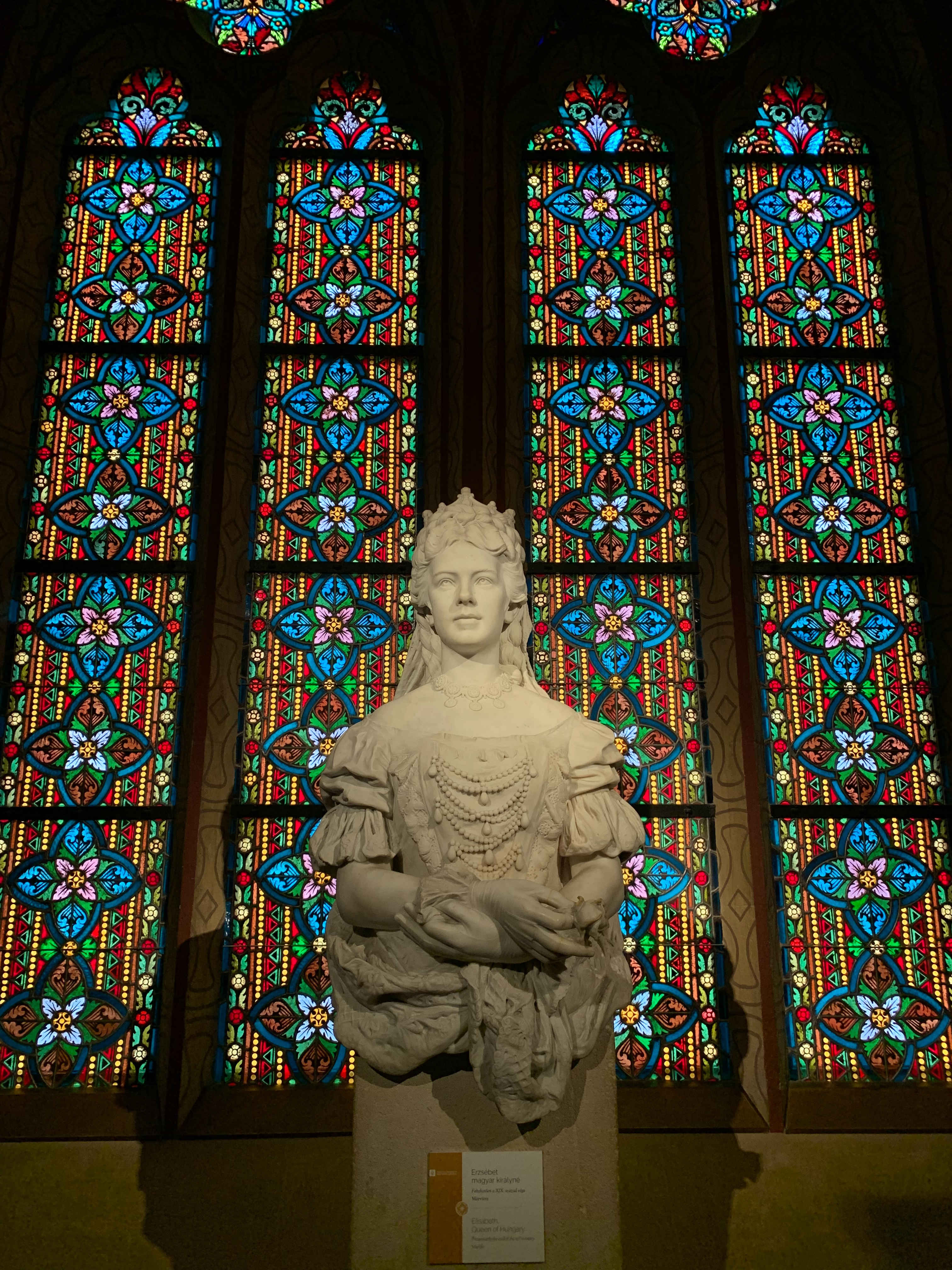
Статуя імператриці Єлизавети Баварської всередині церкви
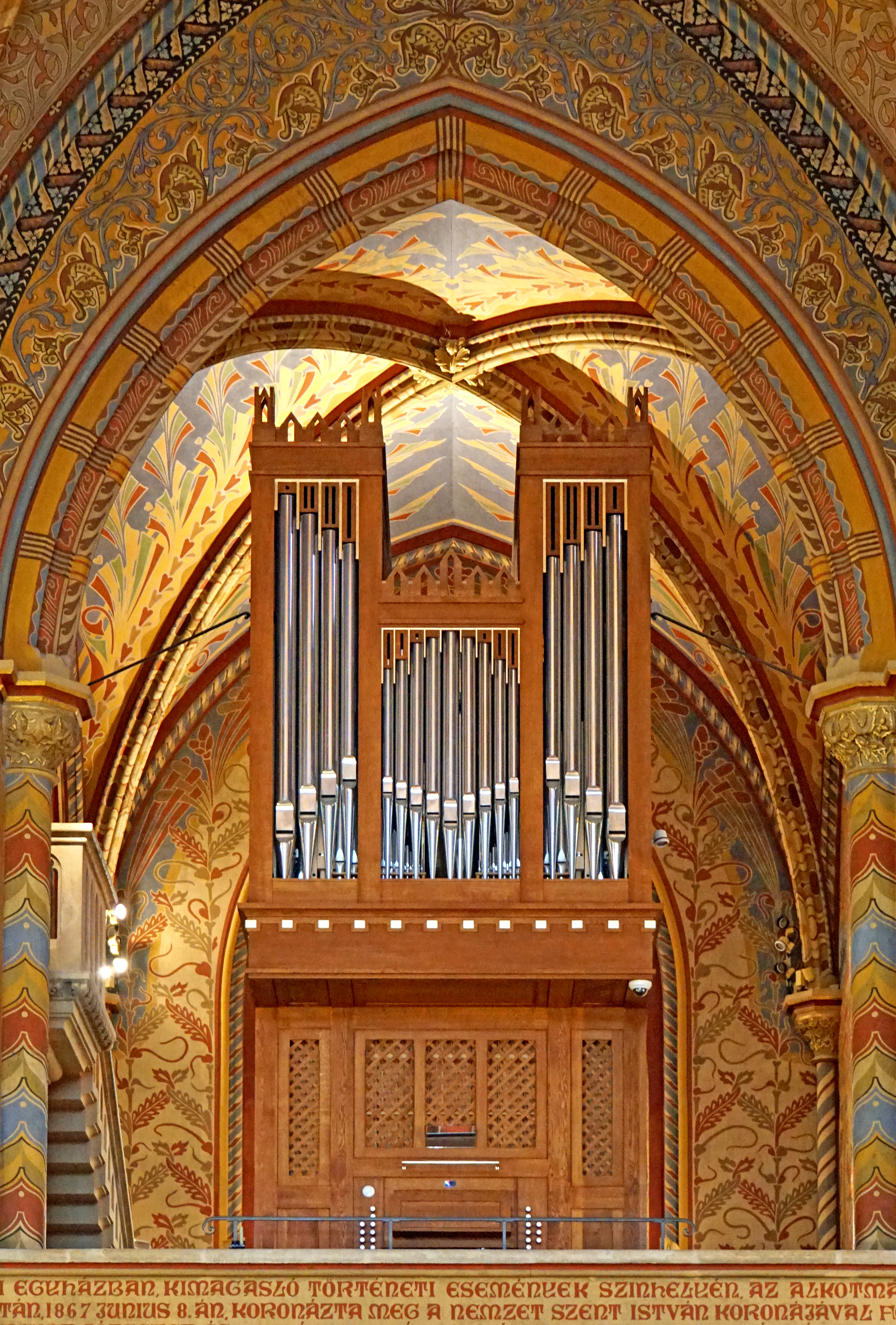
Орган церкви
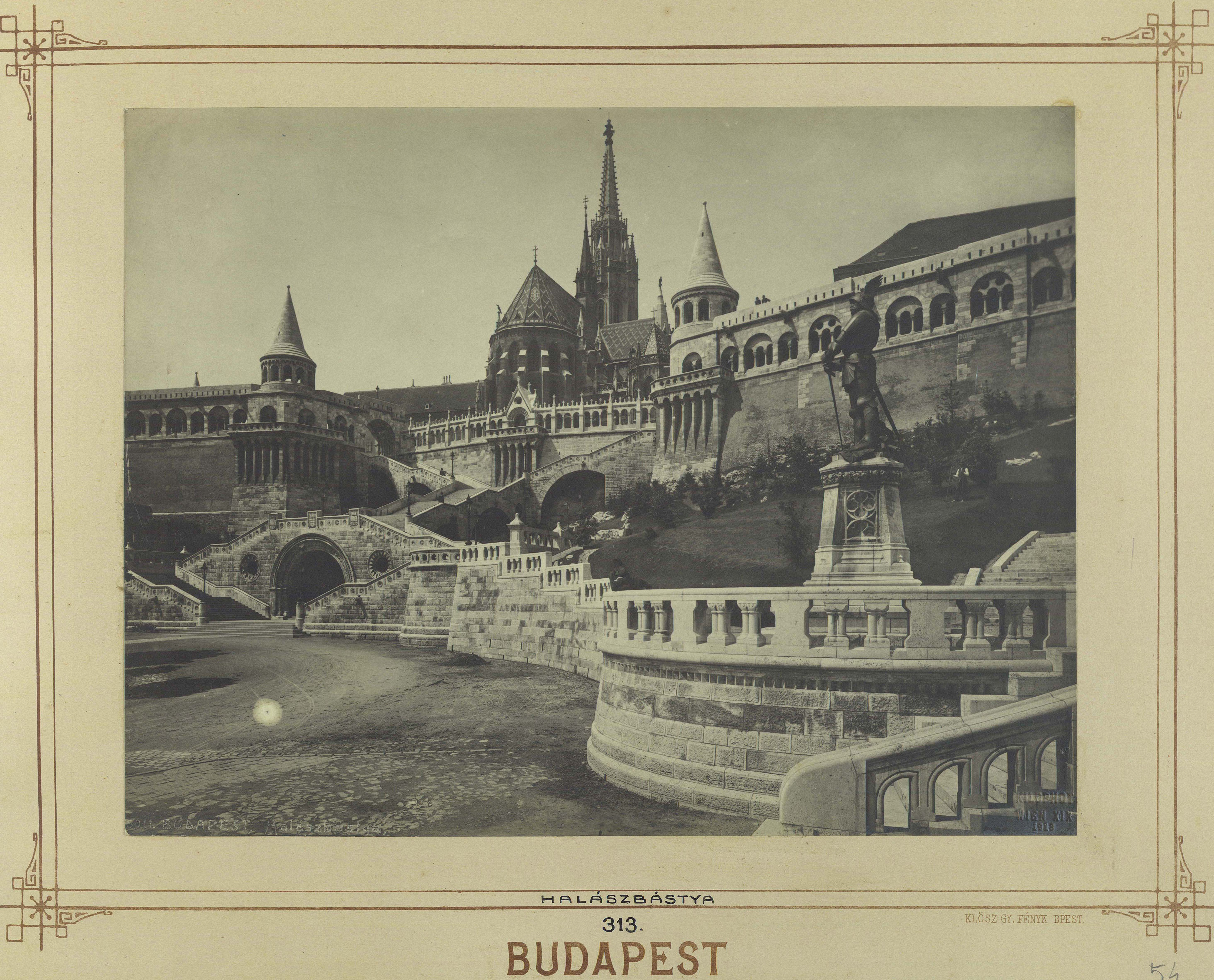
Рибальський бастіон та церква Матяша на фотографії 1905 року
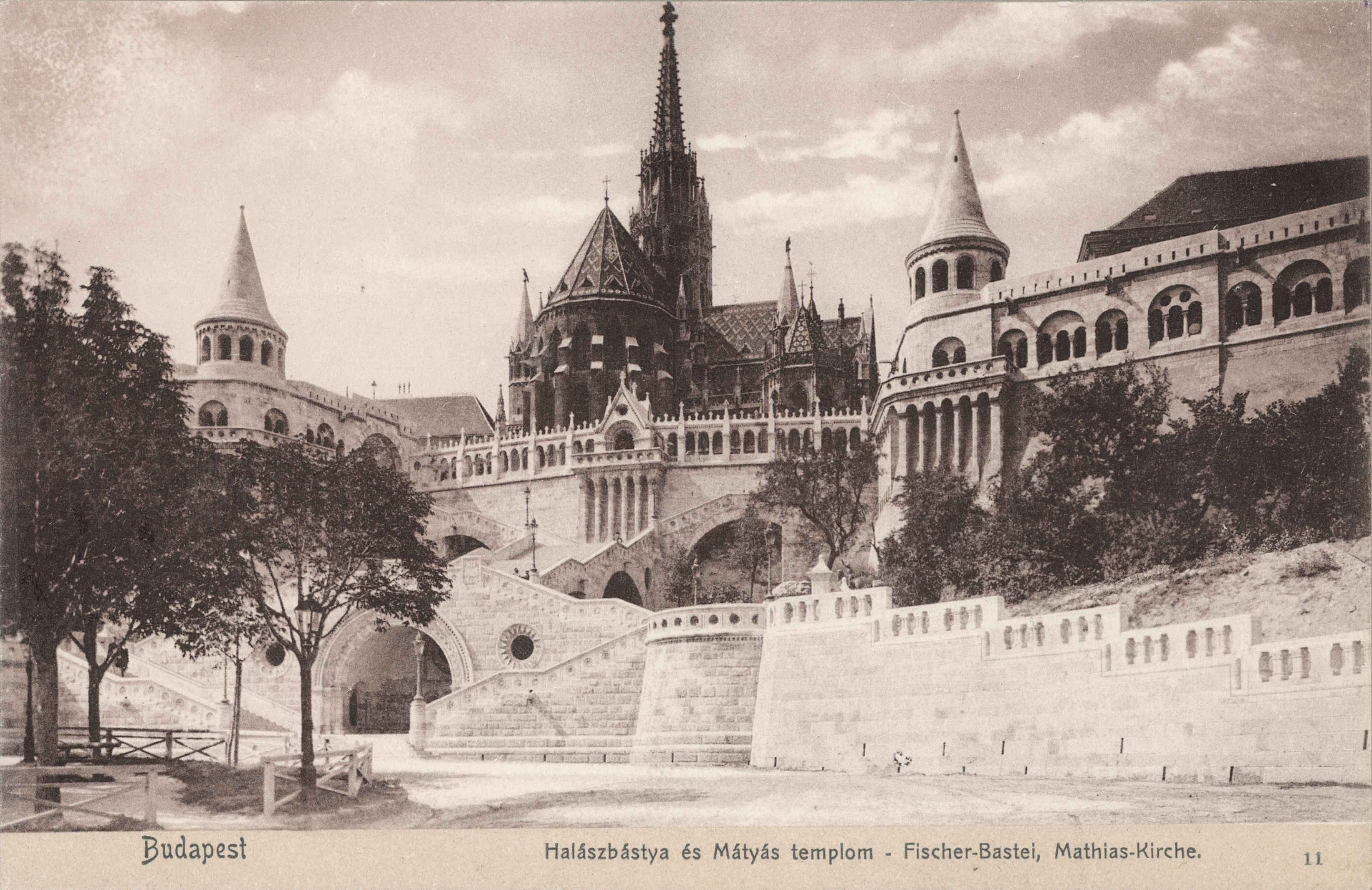
Рибальський бастіон та церква Матяша. Фотографія зроблена між 1905 та 1914 роками
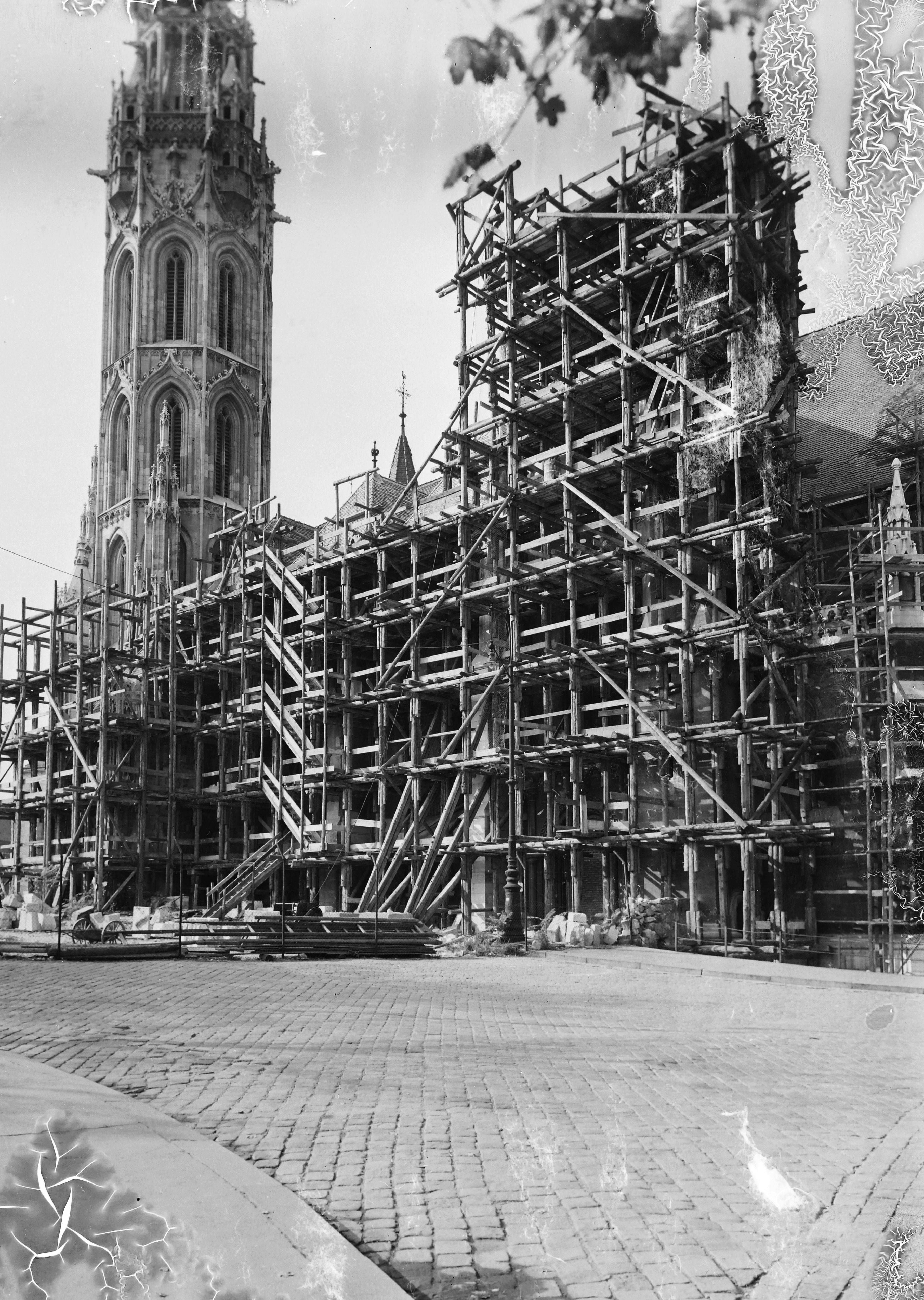
Церква під час реставрації. Фотографія 1960 року
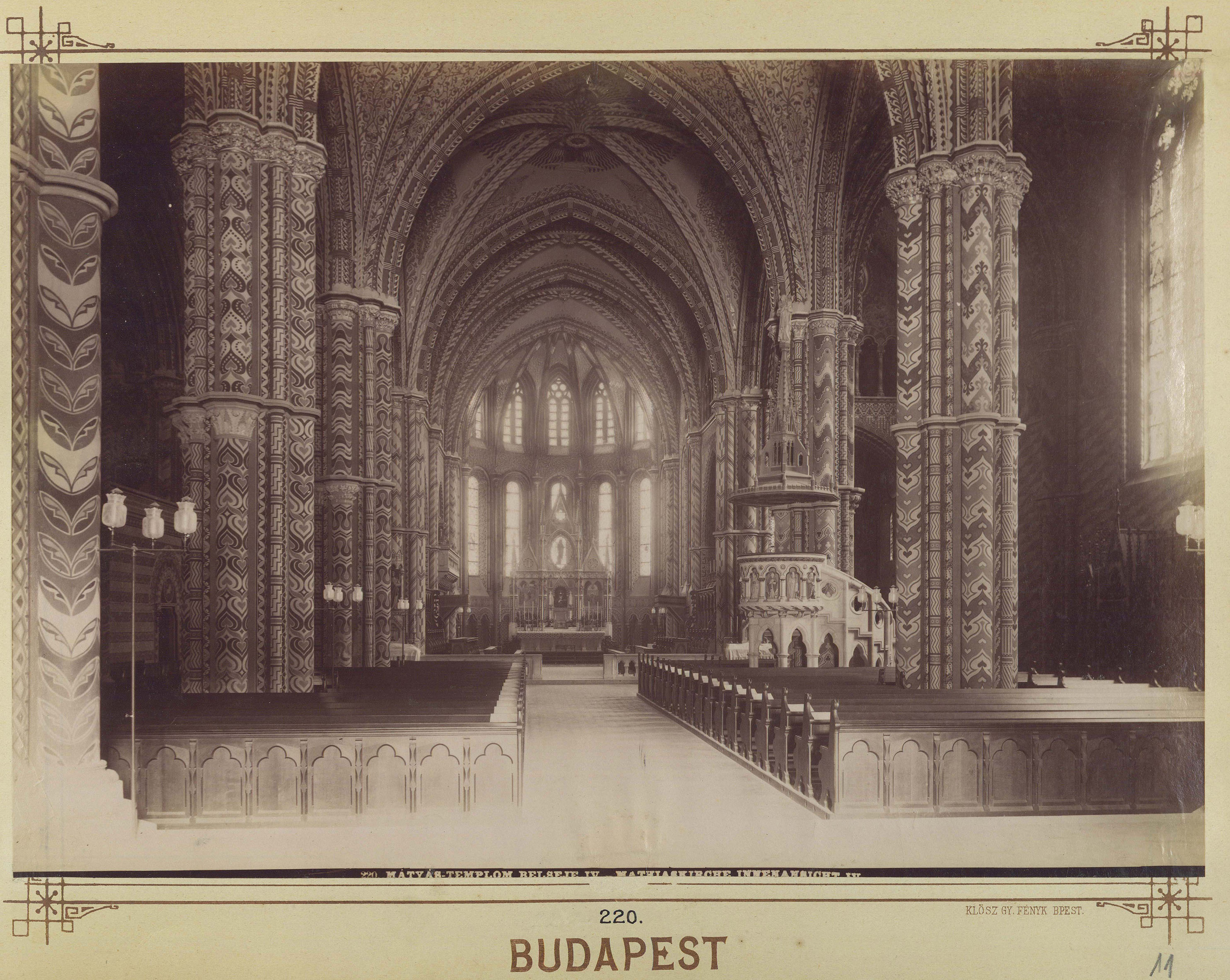
Інтер'єр церкви на фотографії 1960 року